# Biserica de lemn din Colești, Bihor

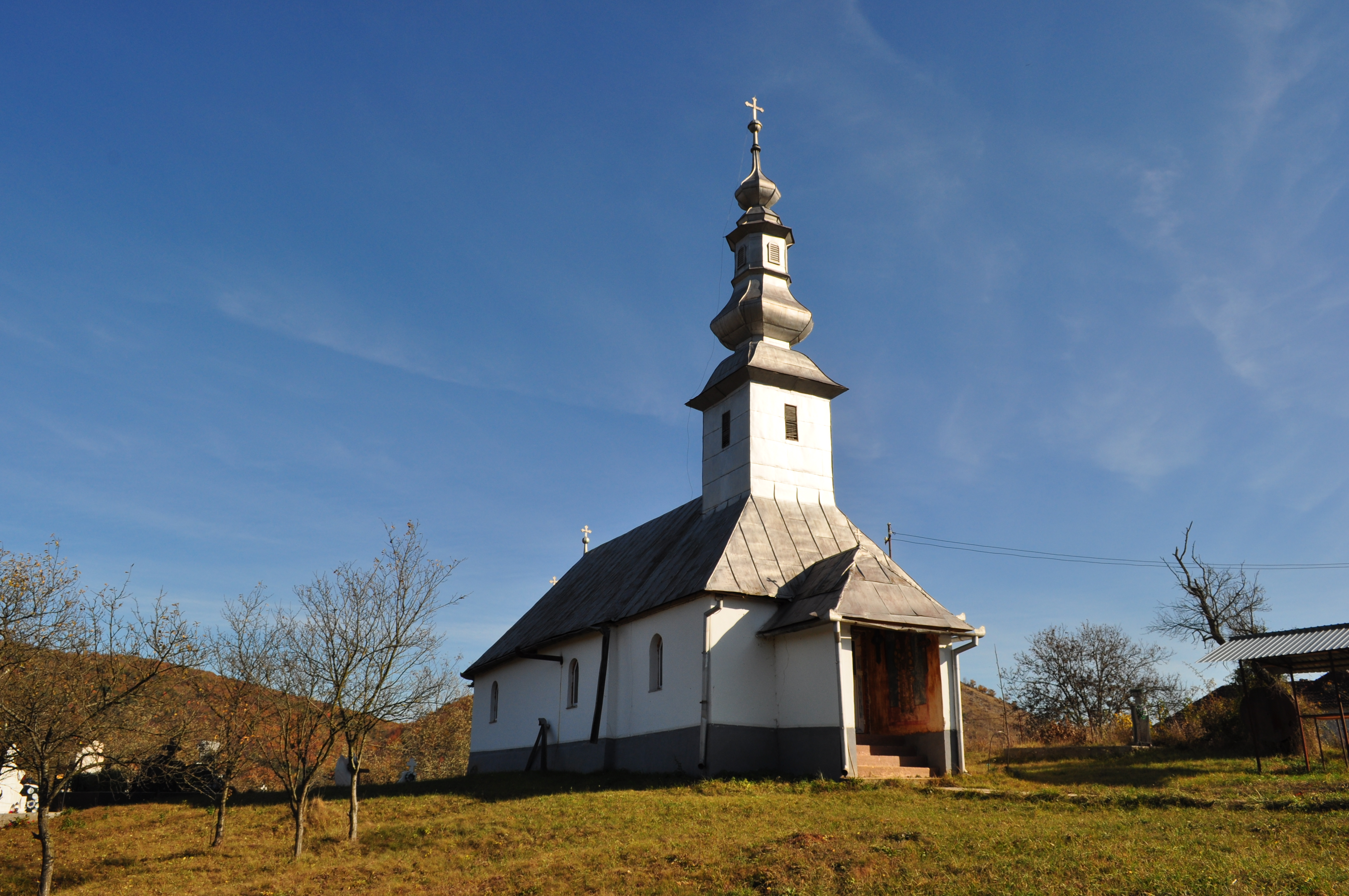
Biserica de lemn „Sfinții Arhangheli Mihail și Gavriil" din Colești, oraș Vașcău, județul Bihor, foto: octombrie 2011.

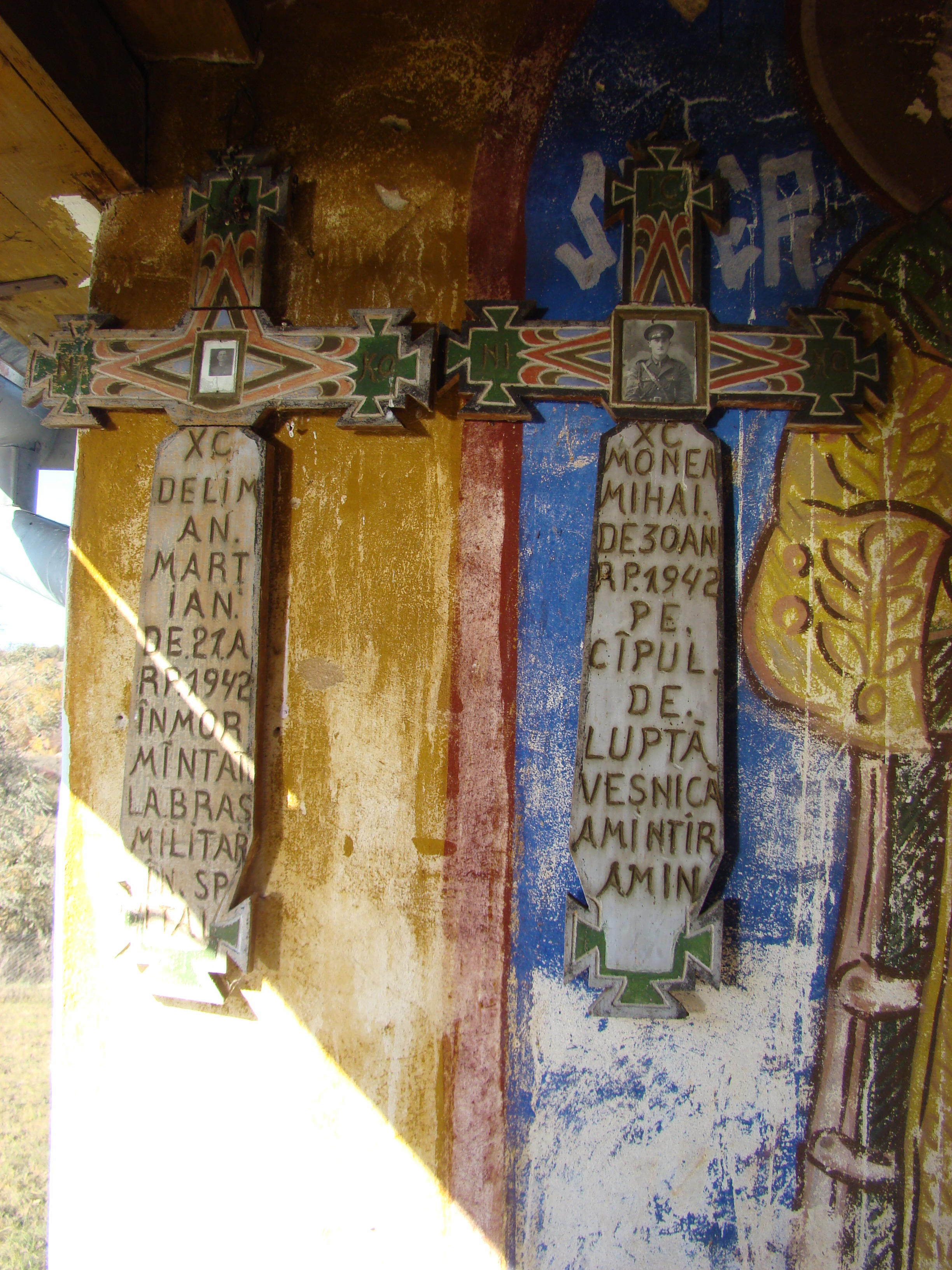
Cruci de eroi

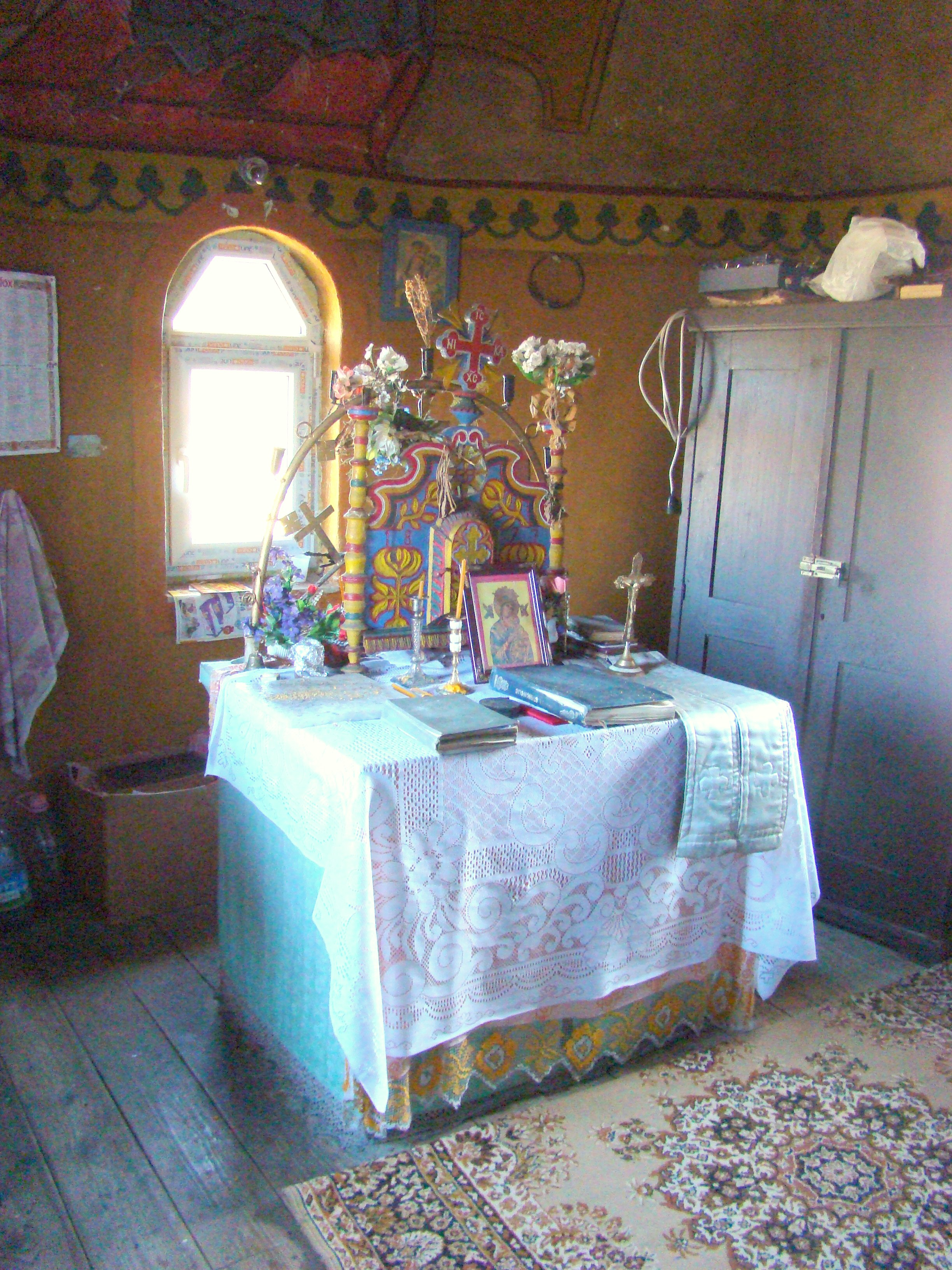
În altar

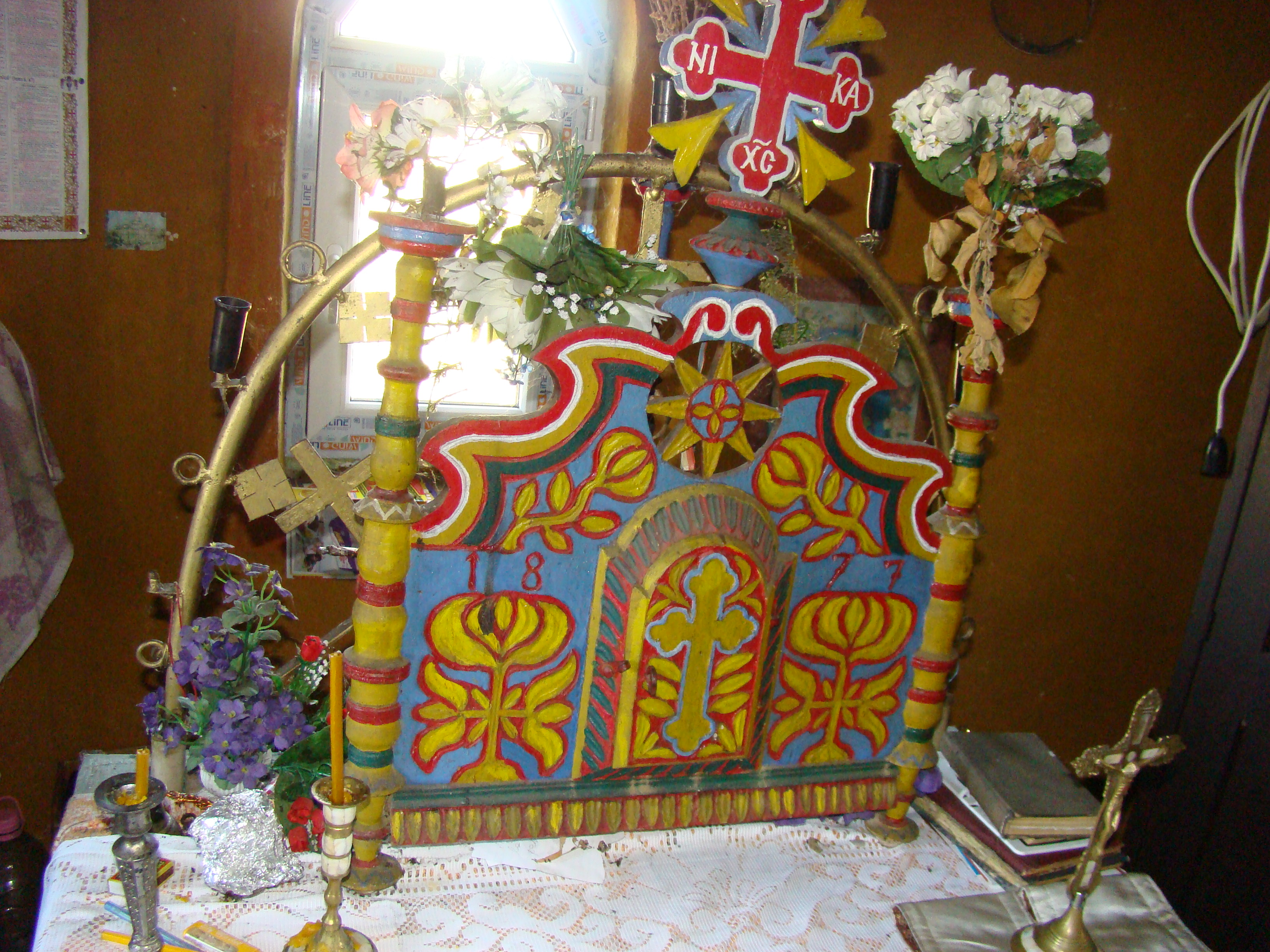
Chivotul

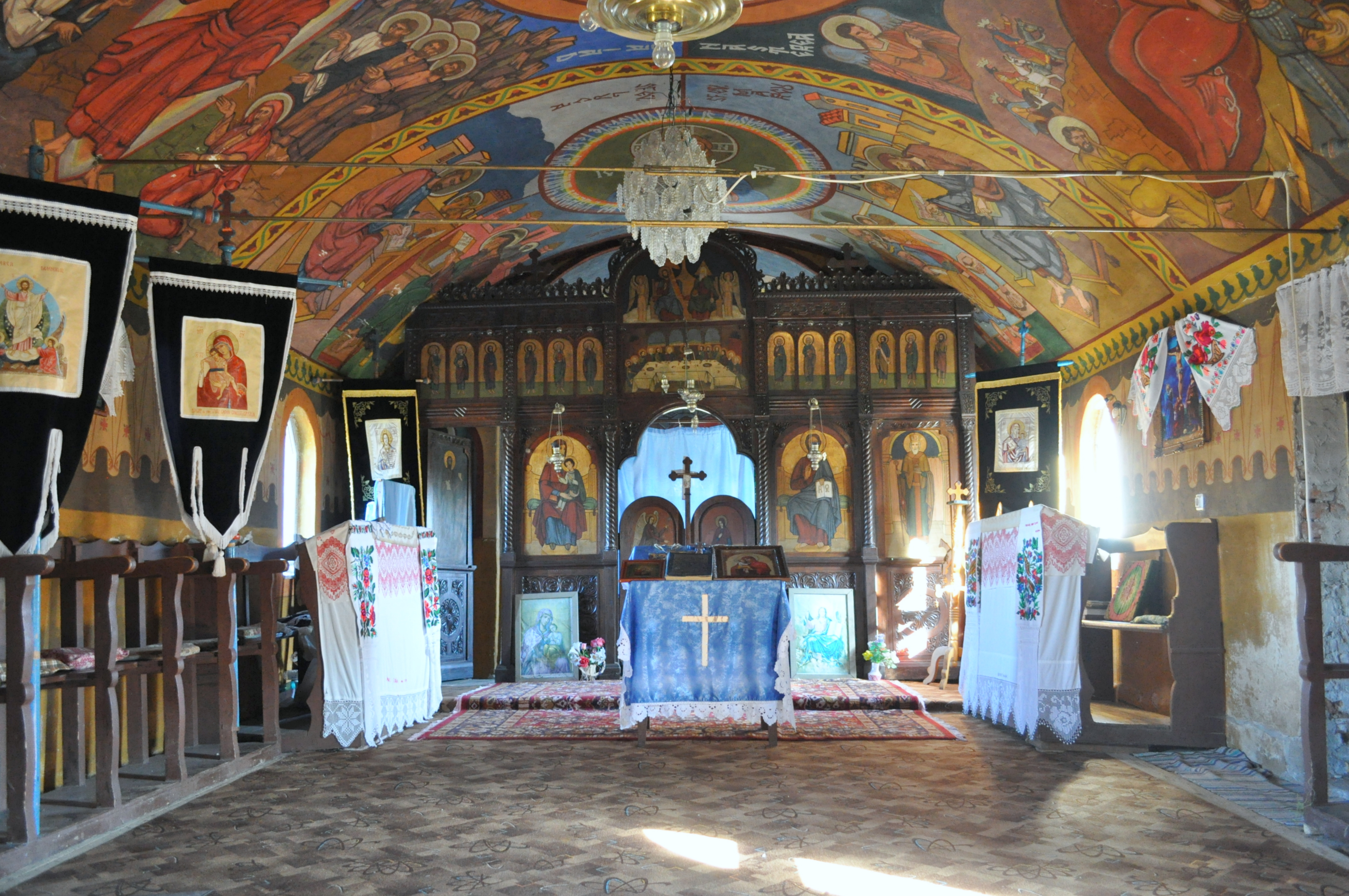
Interiorul navei

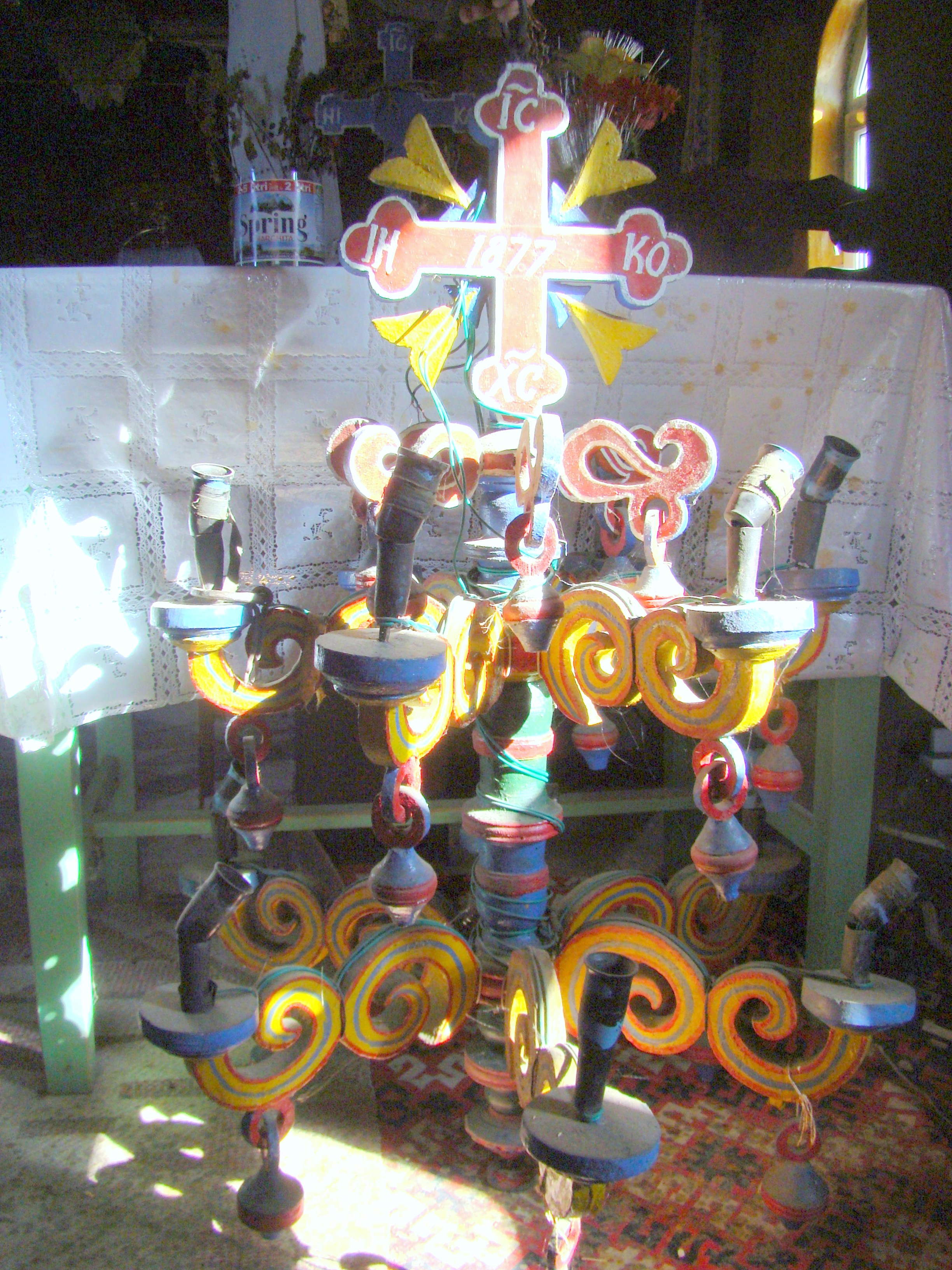
Candelabru vechi

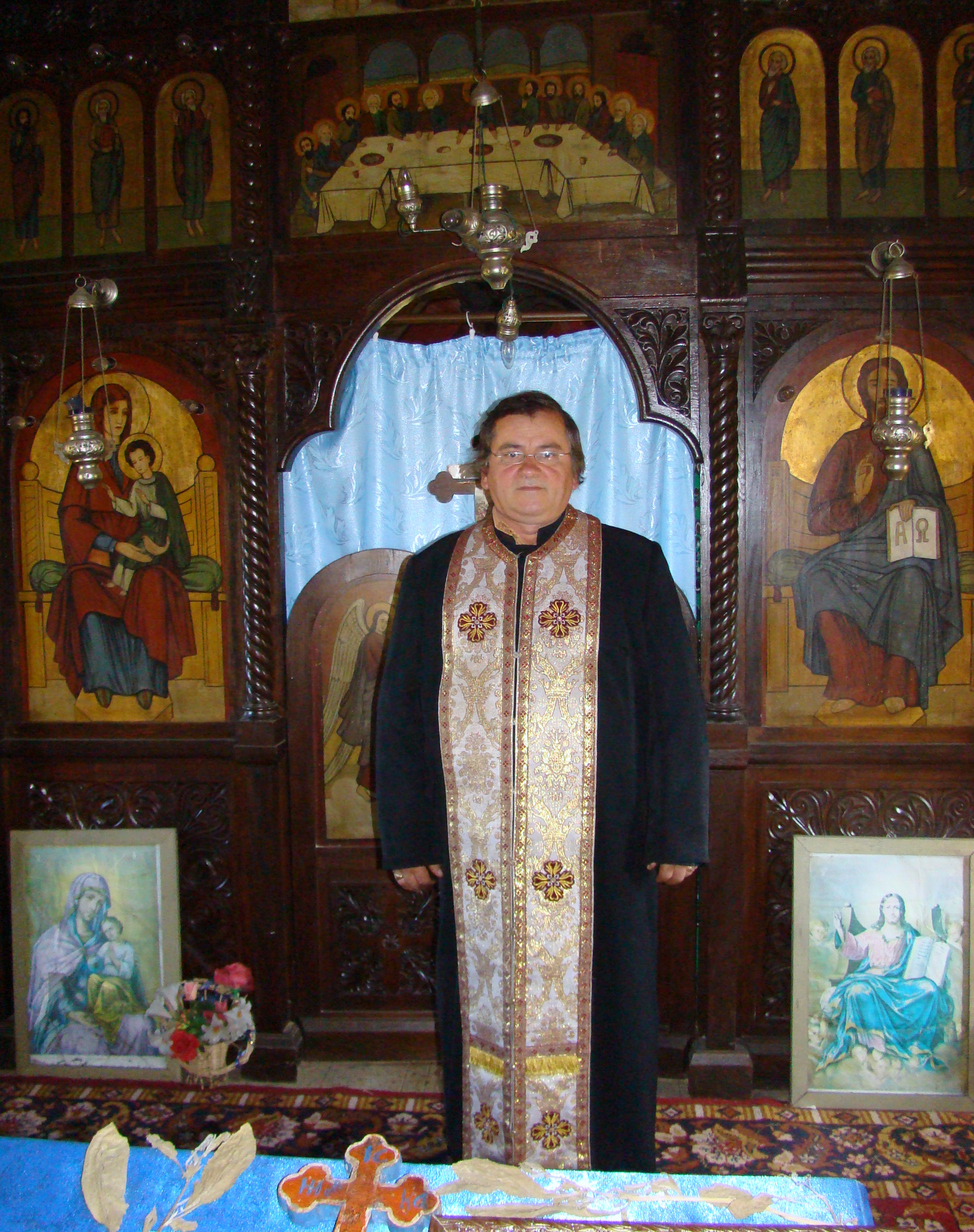
Preotul paroh Pădurean Vasile

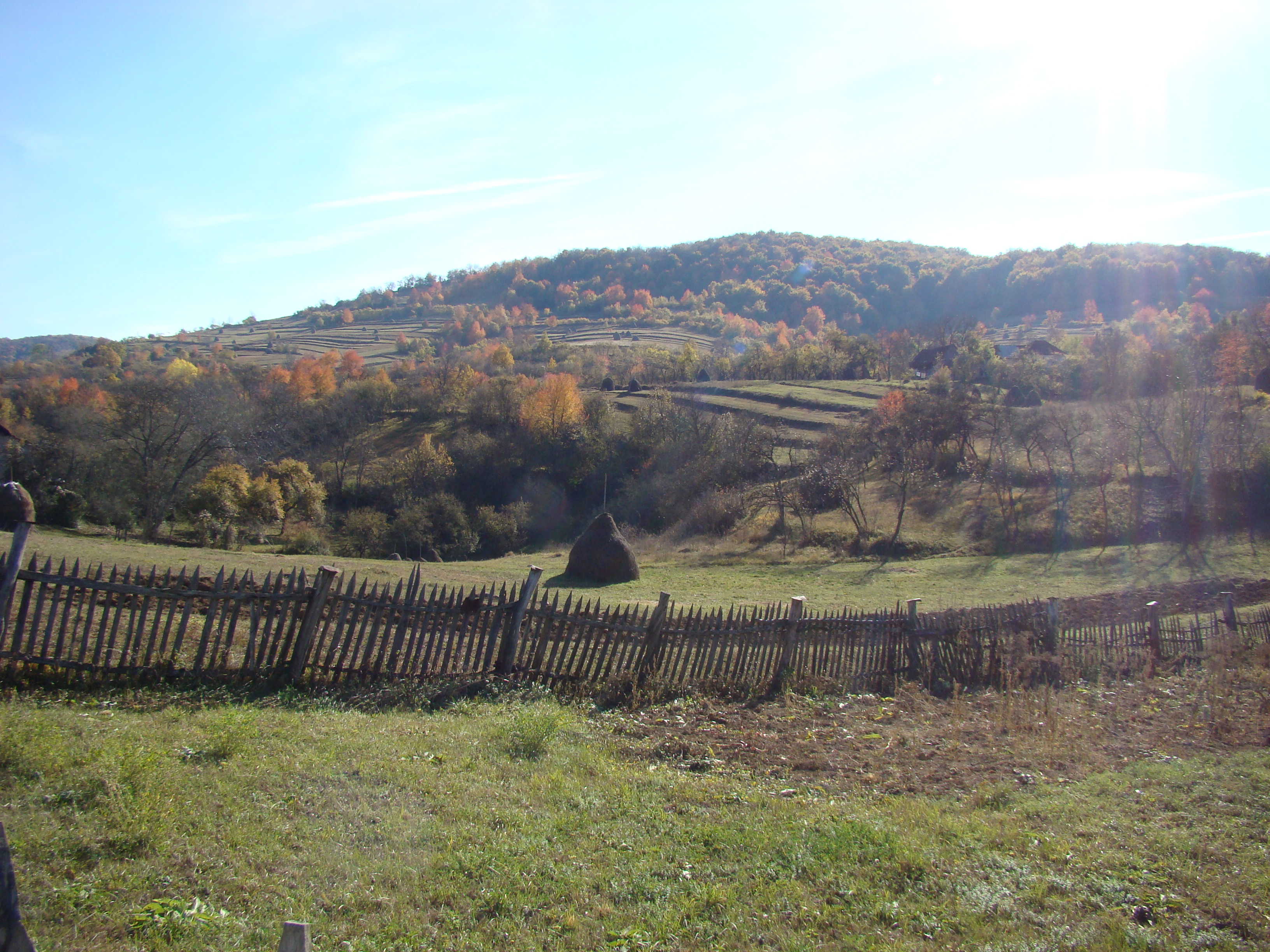
Împrejurimi

Biserica de lemn din Colești, oraș Vașcău, județul Bihor, datează din secolul al XVIII-lea. Are hramul „Sfinții Arhangheli Mihail și Gavriil”. Biserica se află pe noua listă a monumentelor istorice sub codul LMI:  BH-II-m-B-01137.

## Istoric și trăsături
Biserica de lemn „Sfinții Arhangheli Mihail și Gavriil"  din localitatea Colesti a fost ridicată în prima jumătate a secolului al XVIII-lea, din bârne tencuite cu ceamur. Spațiul pronaosului a fost adăugat ulterior, învelitoarea de șindrilă a fost înlocuită cu una de tablă și a fost modificată forma turnului, cu globuri și bulbi de factură barocă.

## Imagini din interior

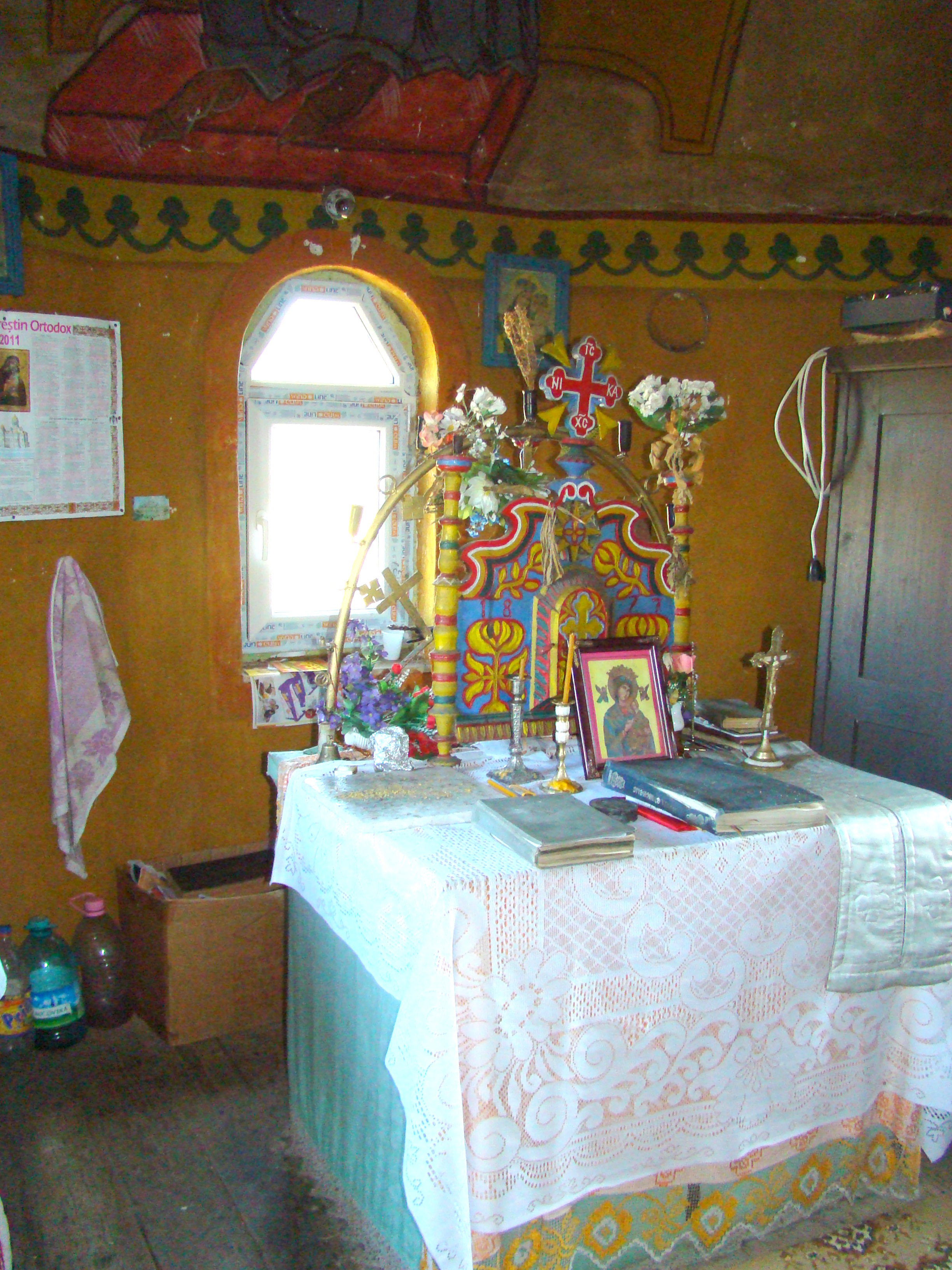
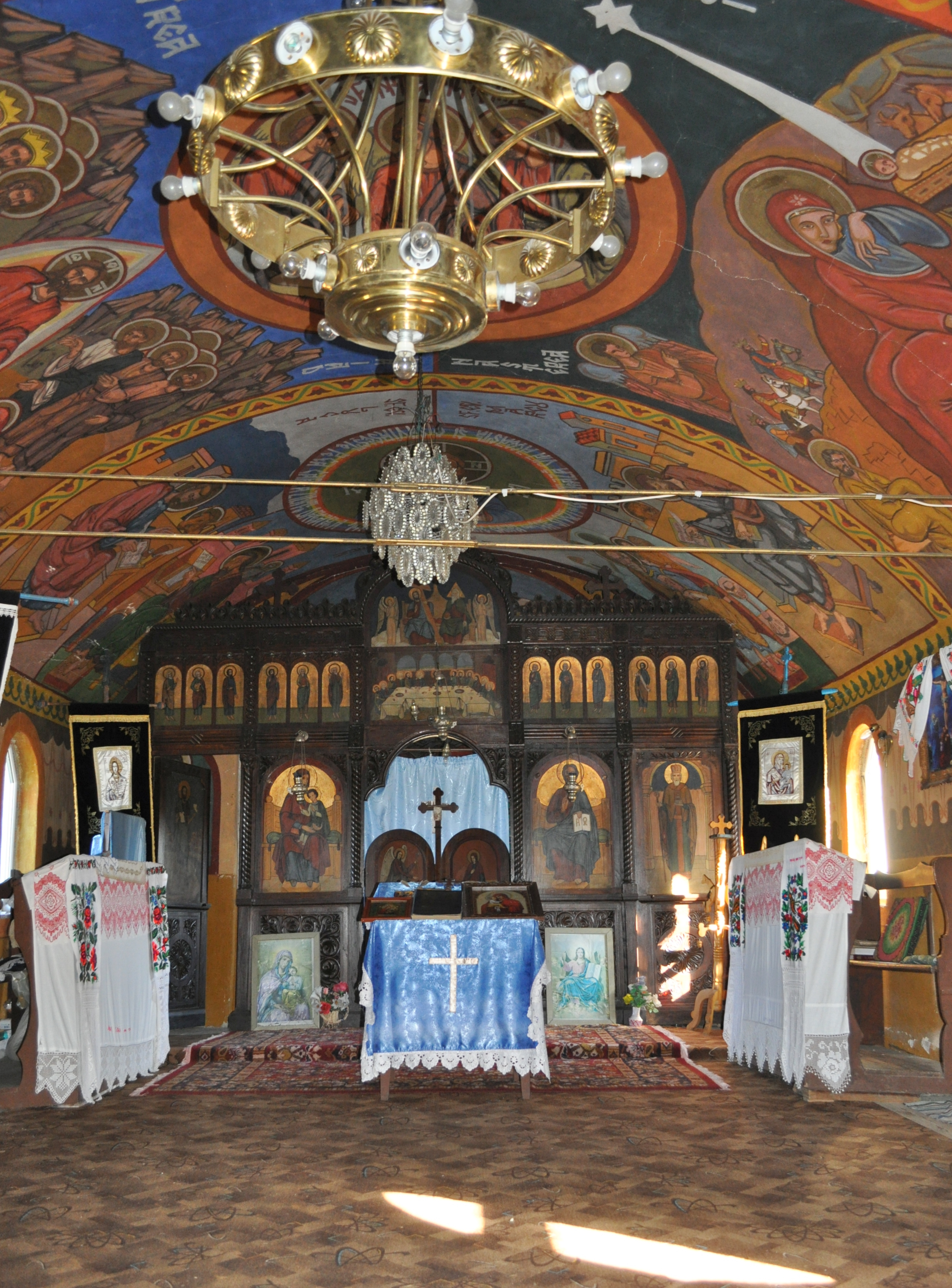
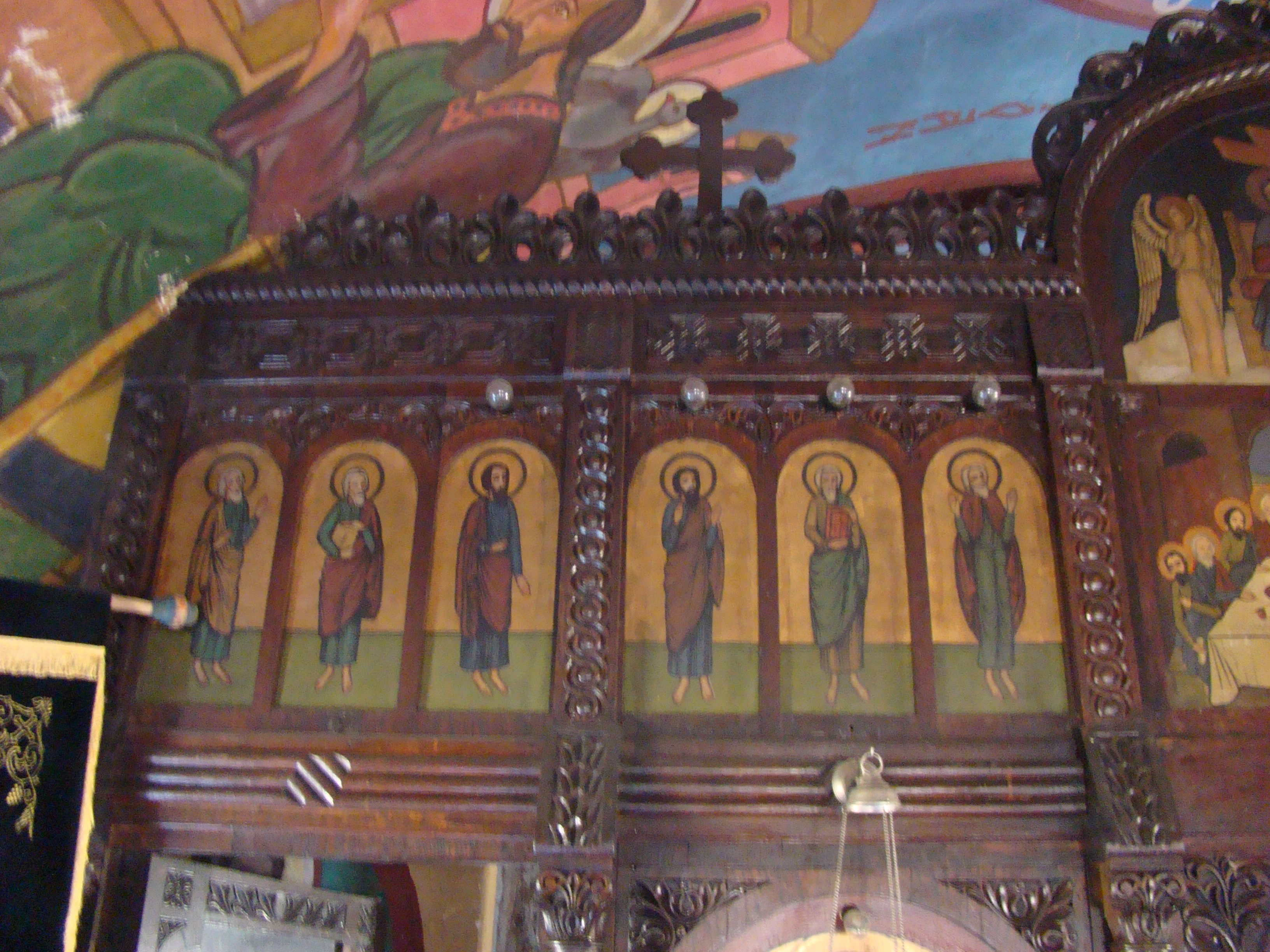
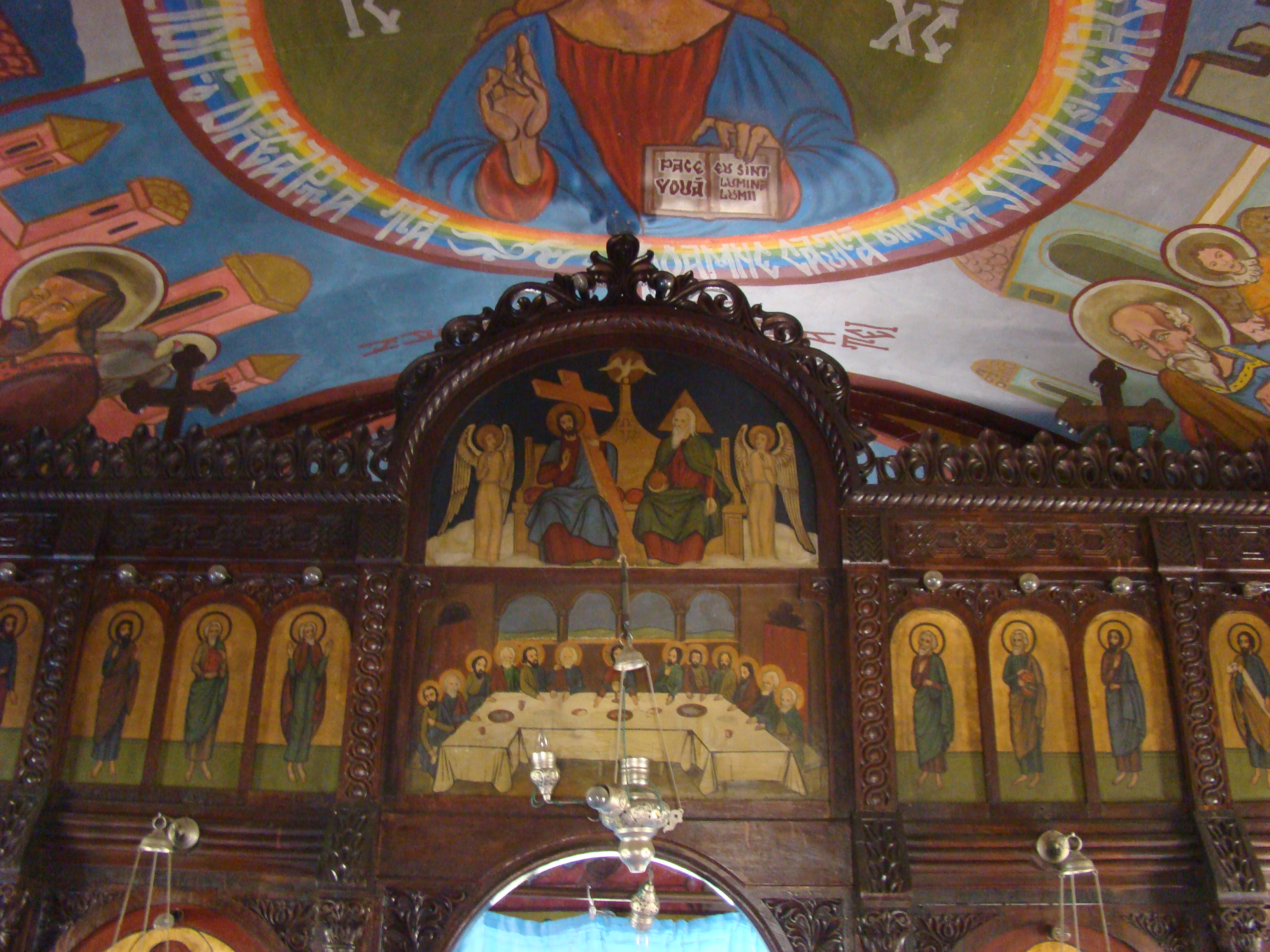
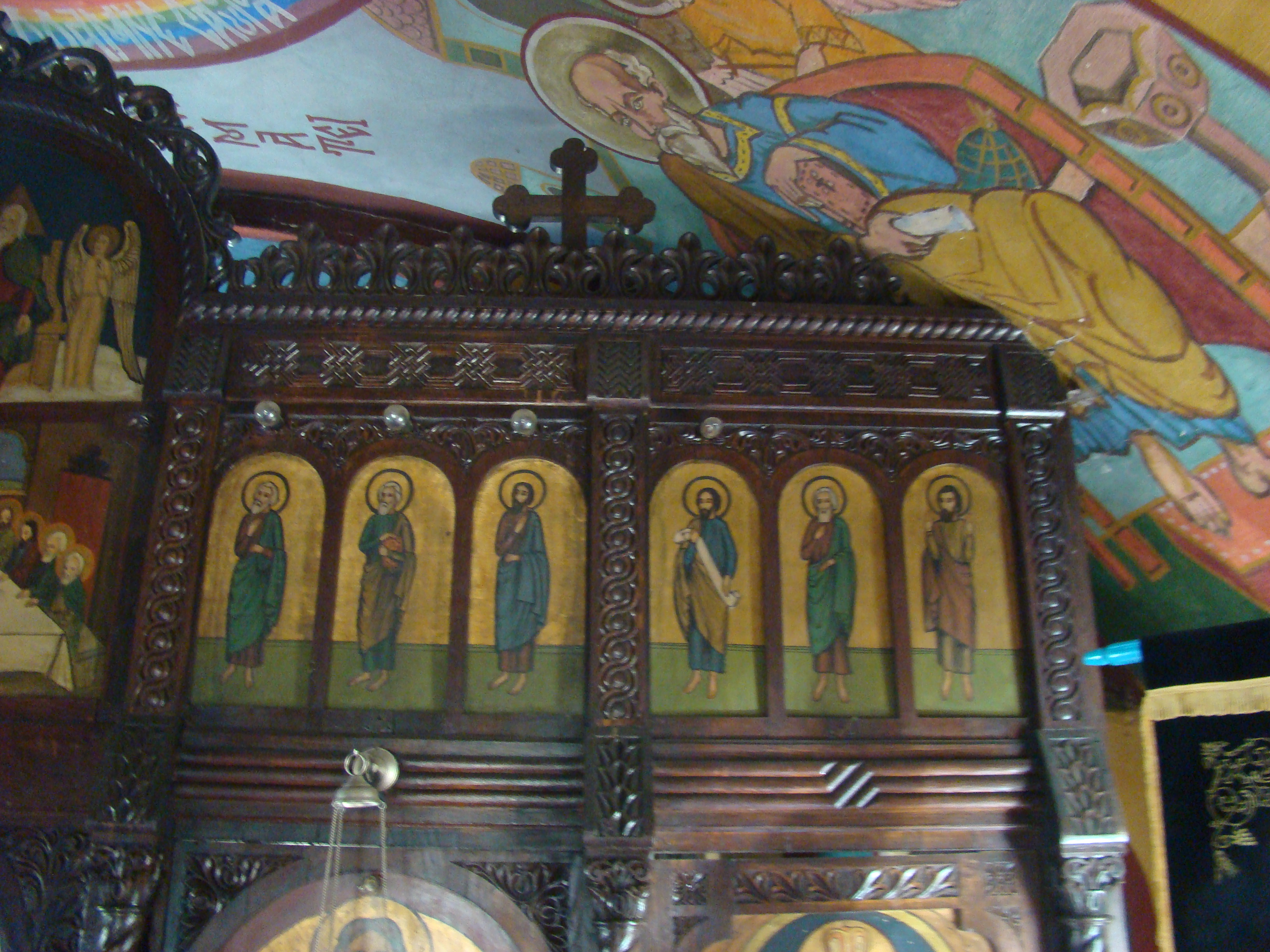
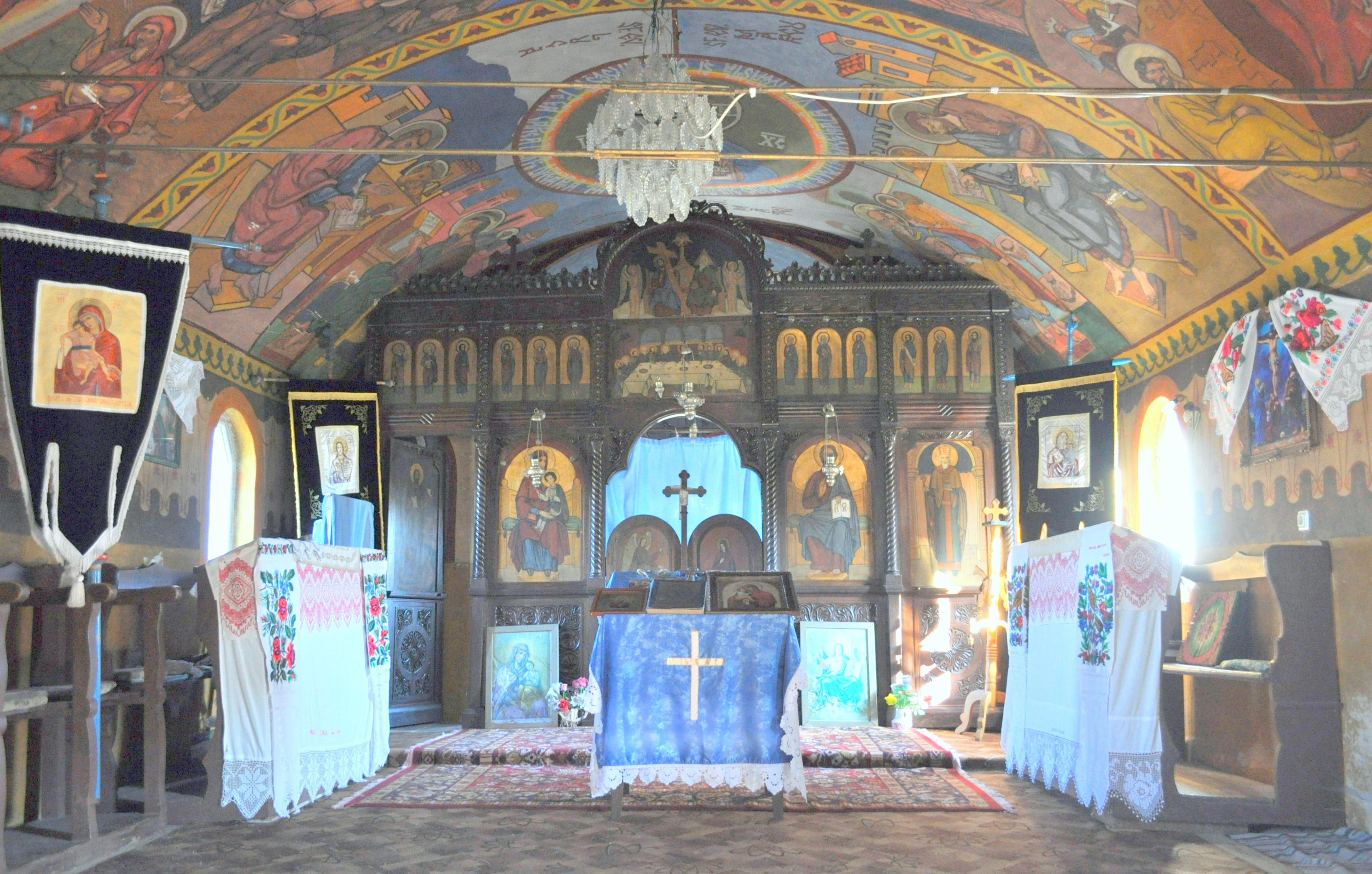
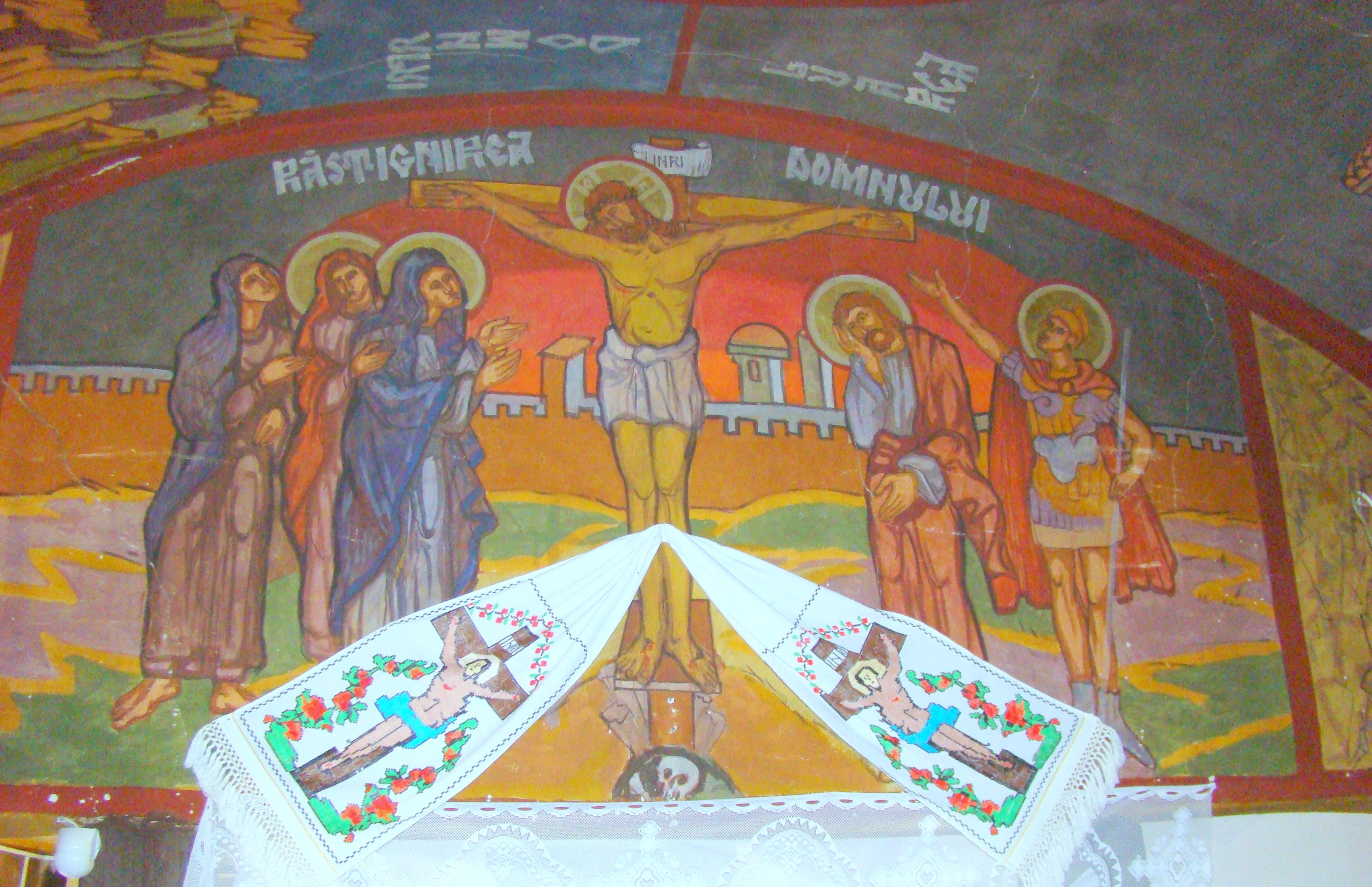
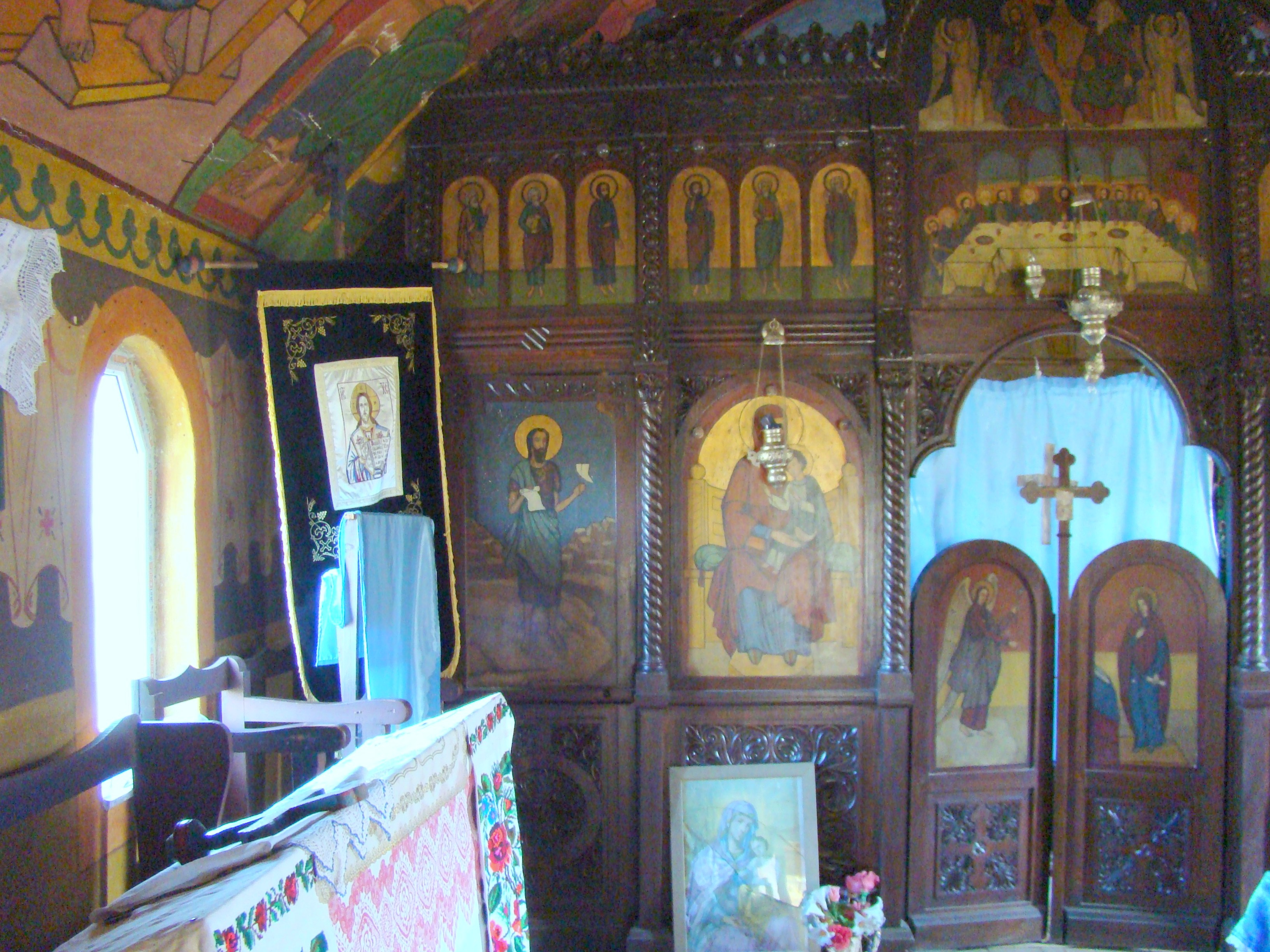
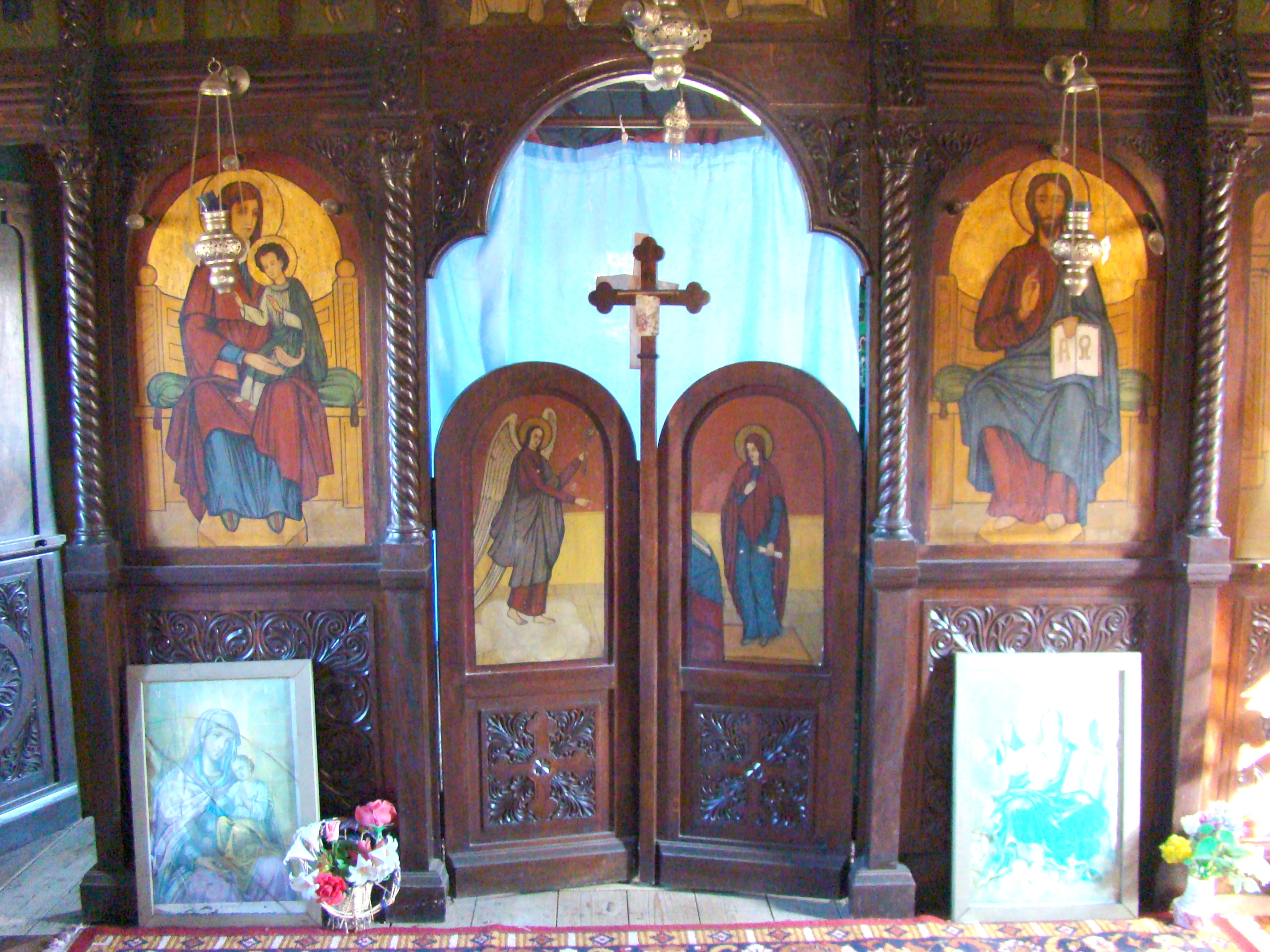
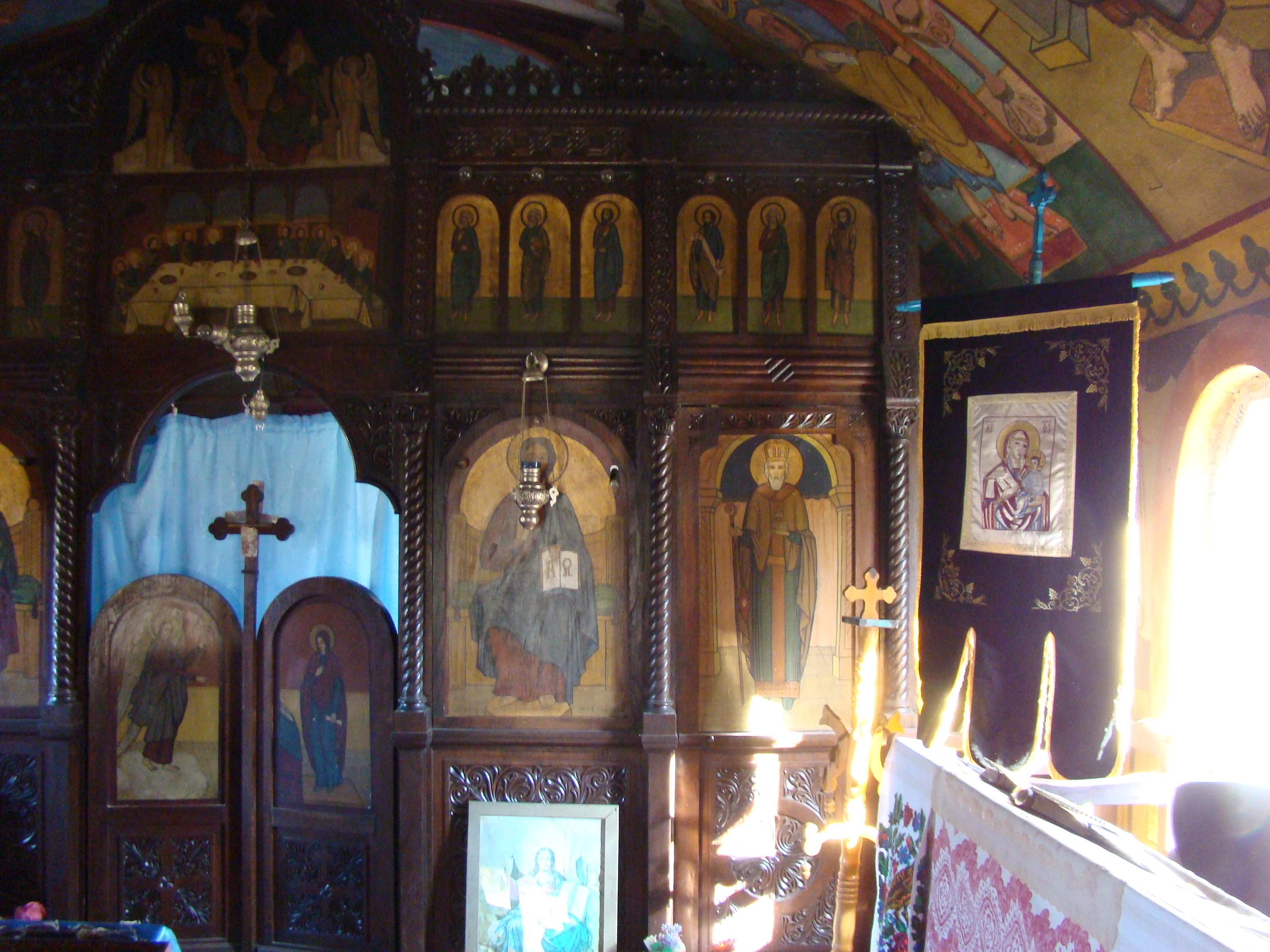
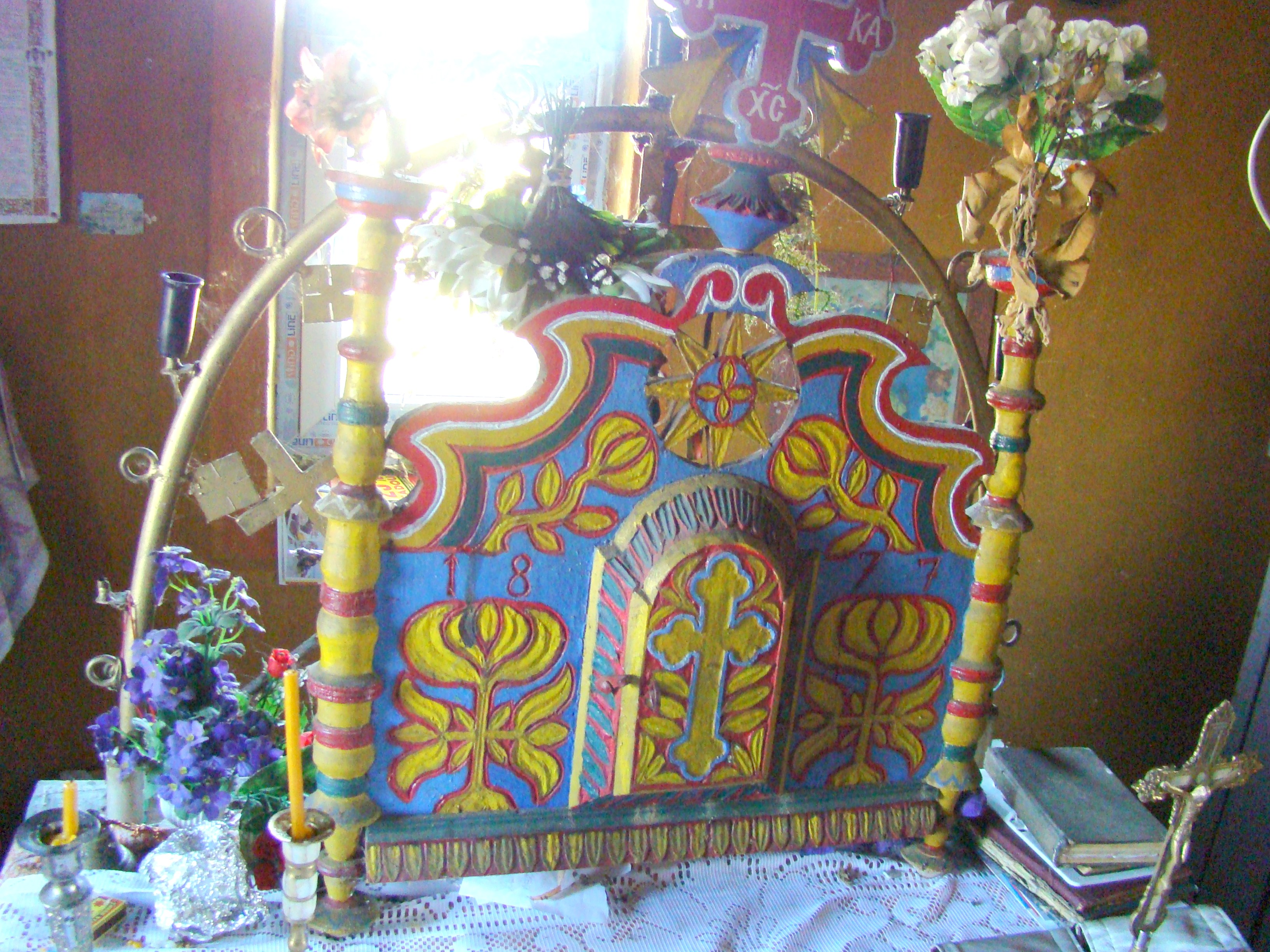
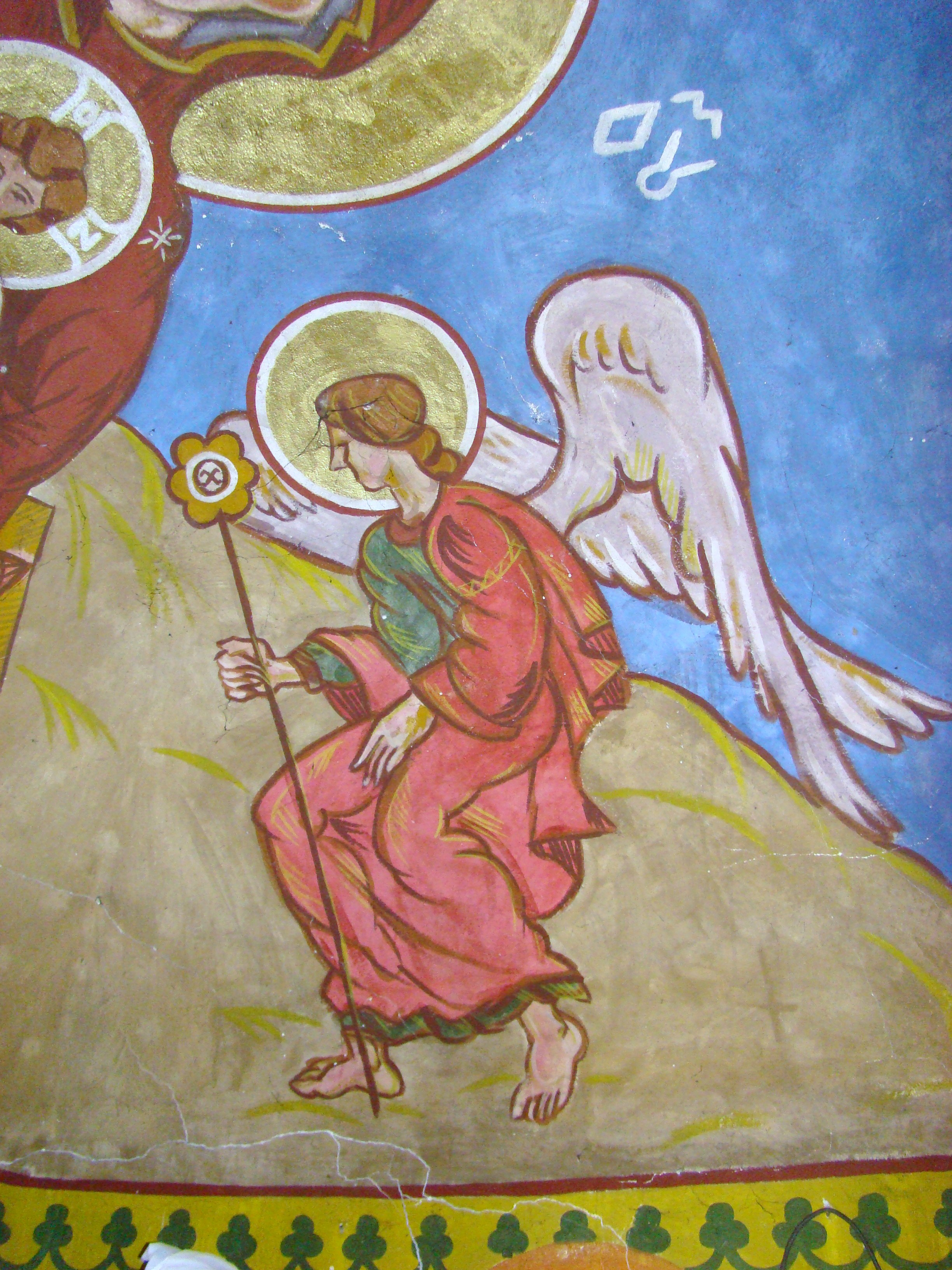
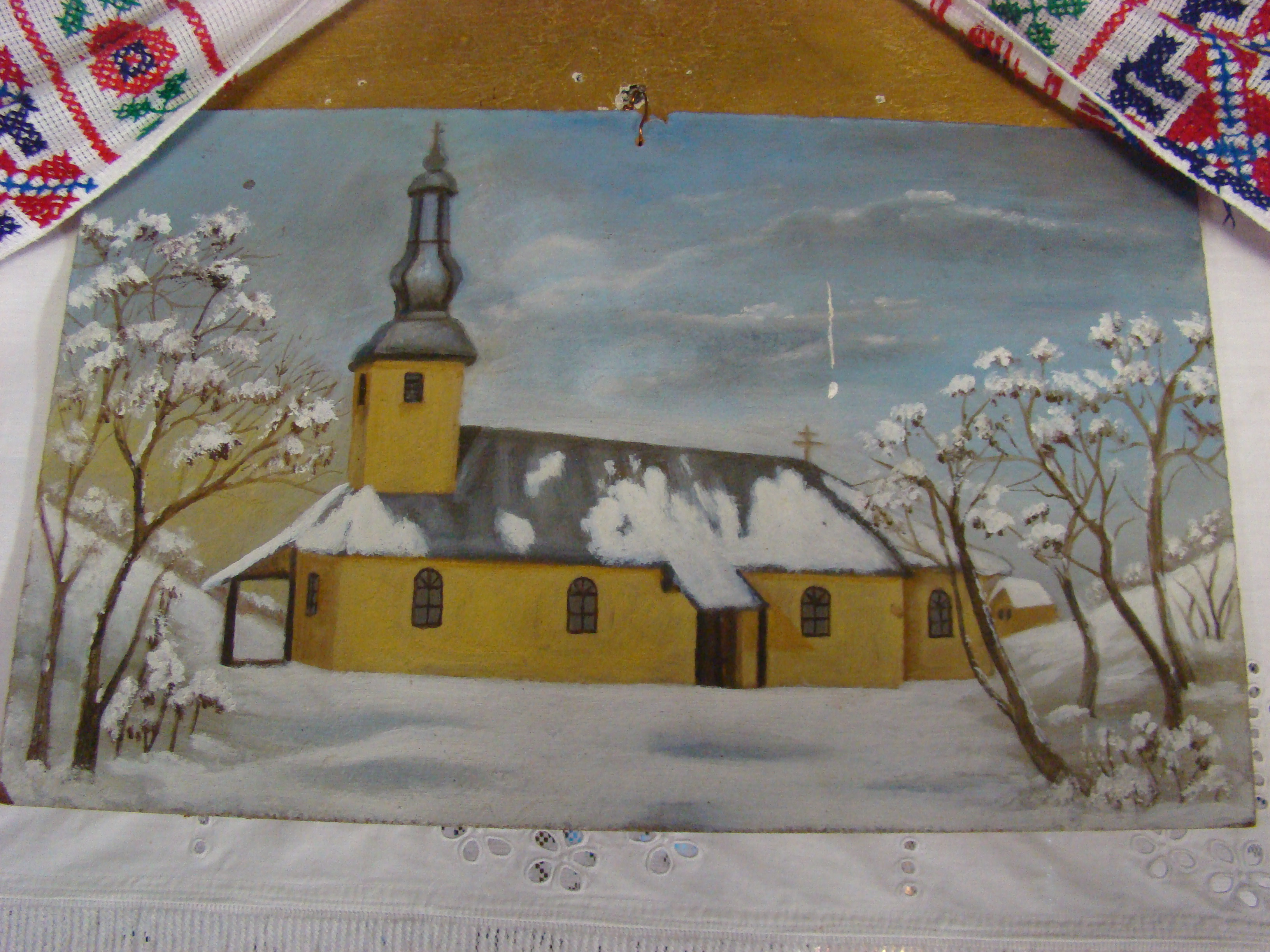
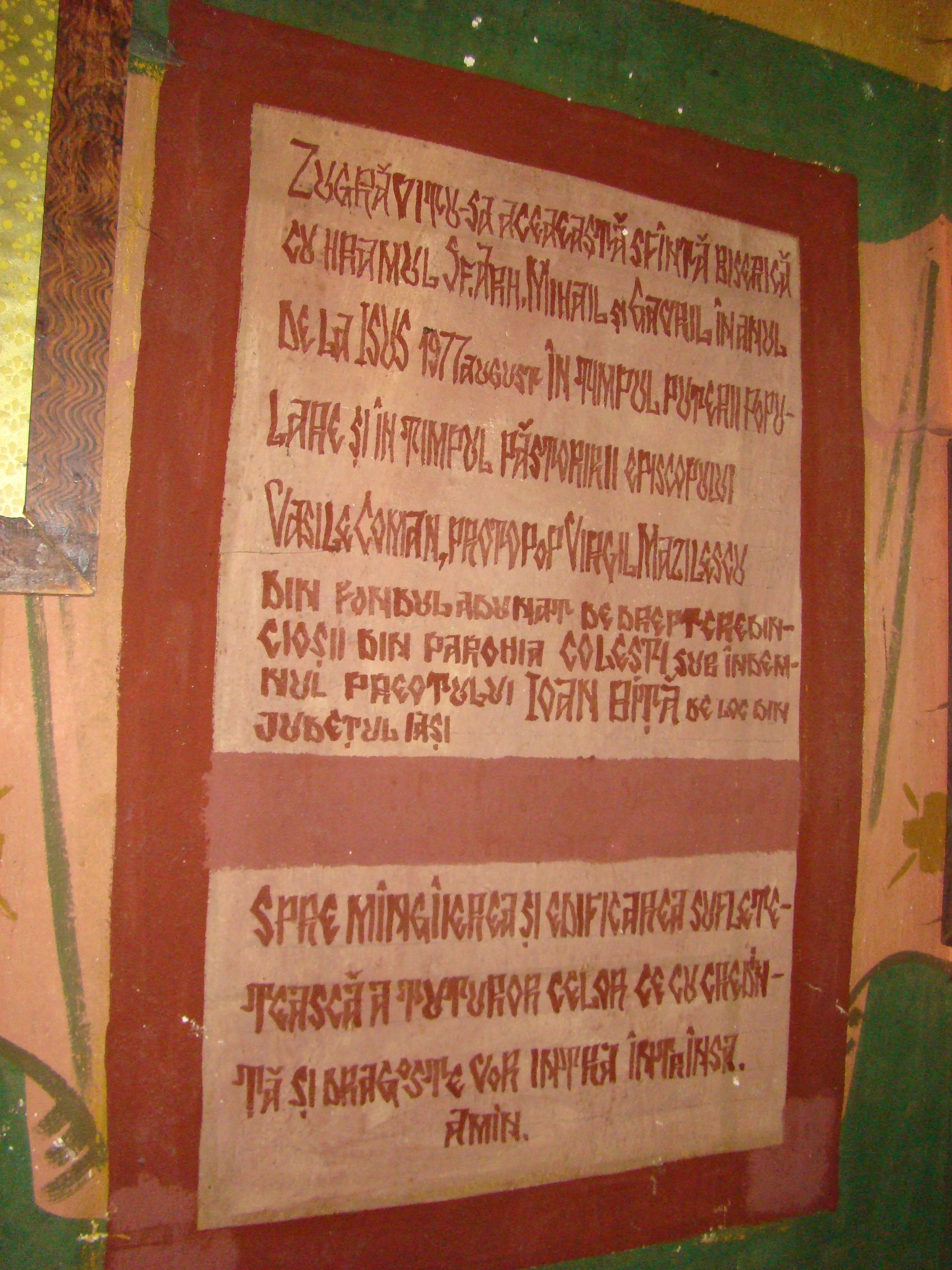
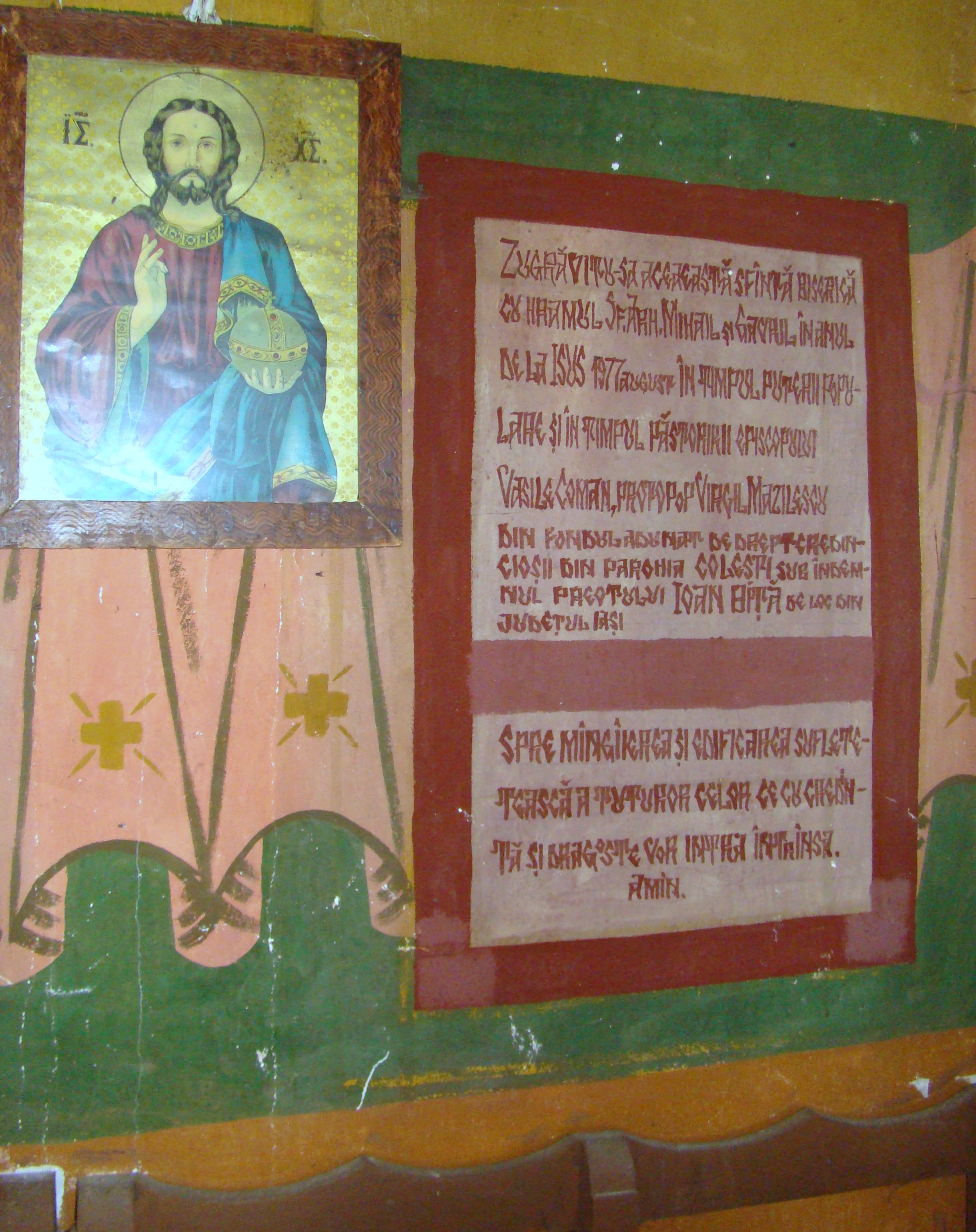
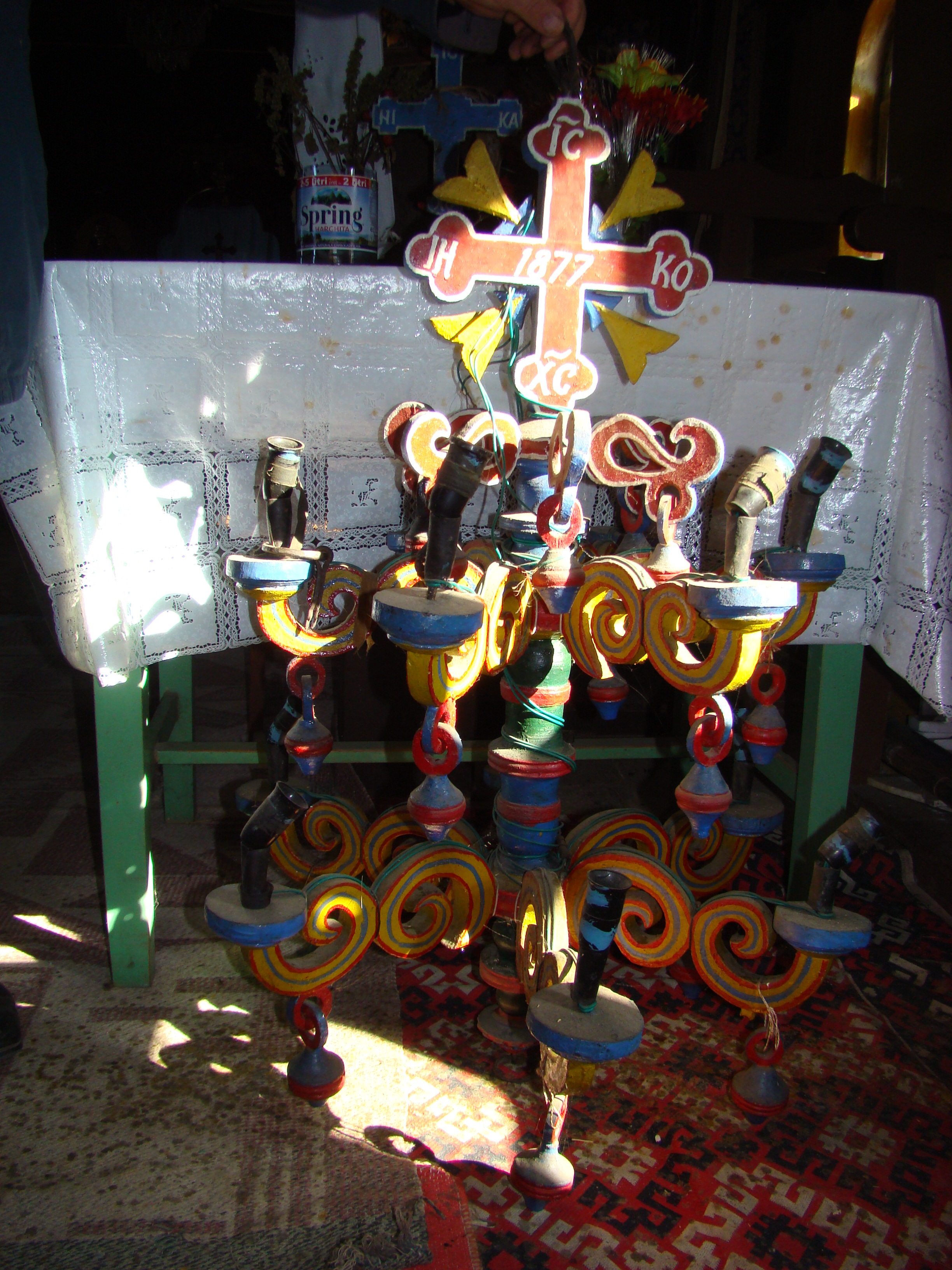
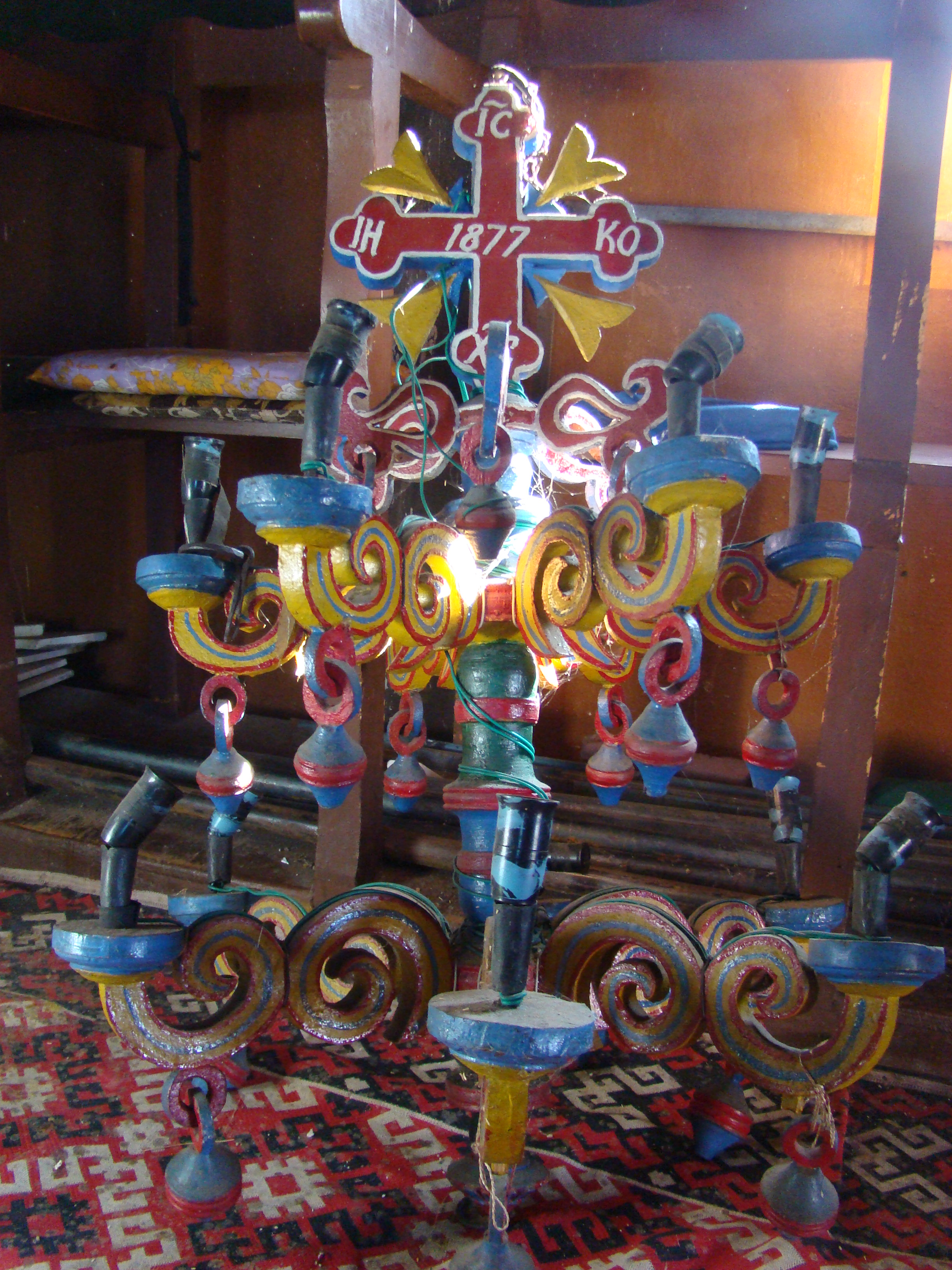
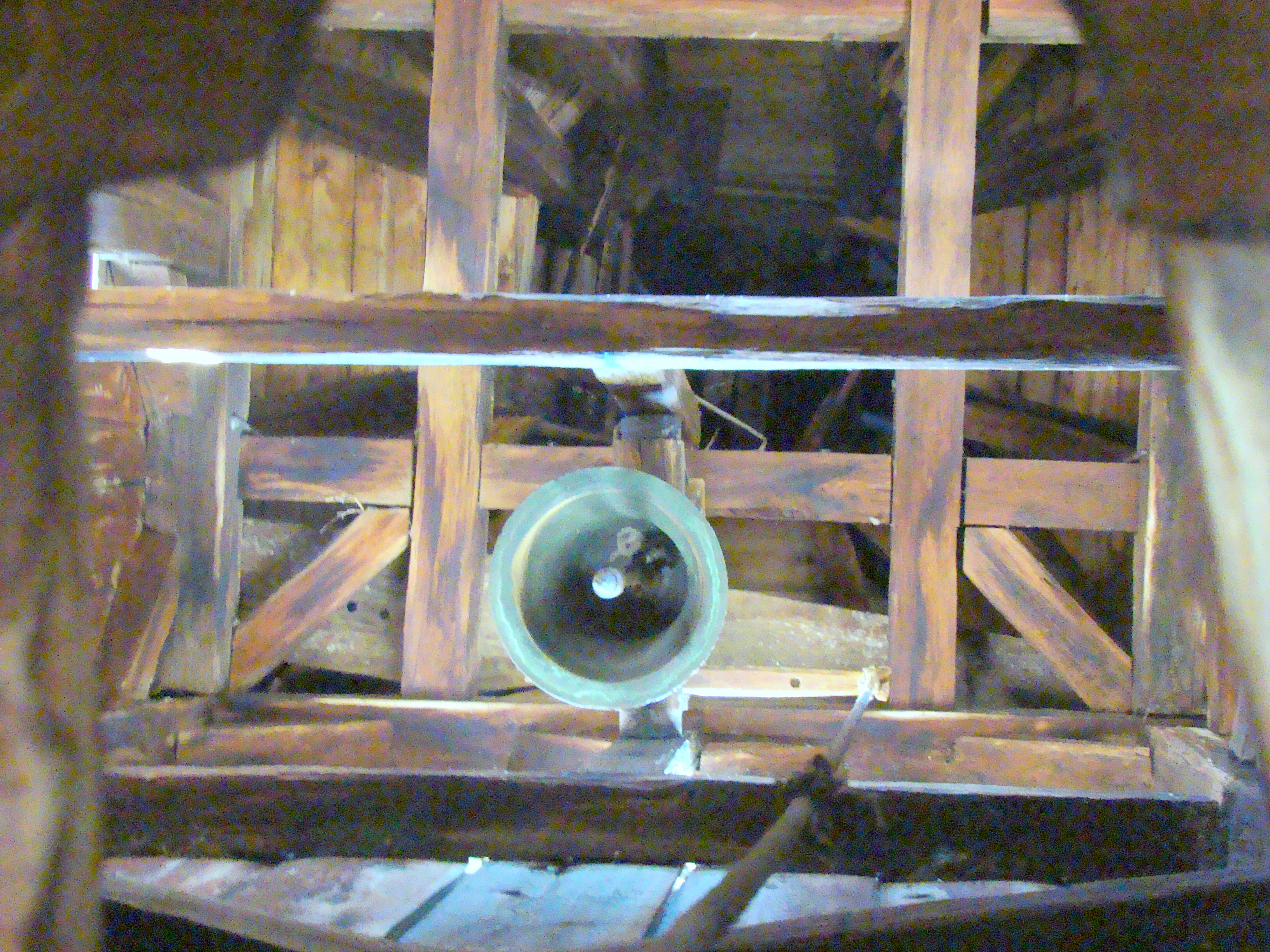
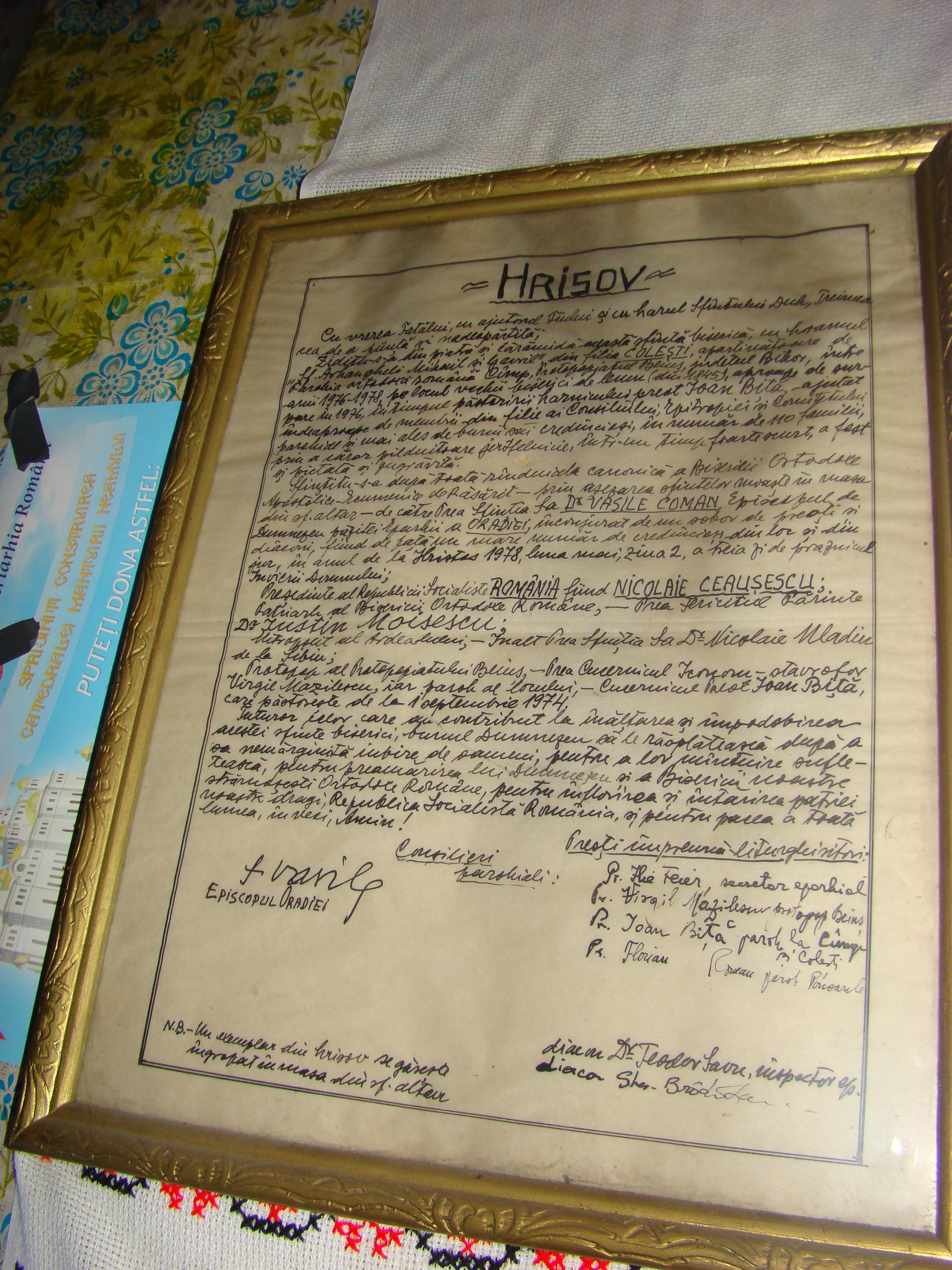
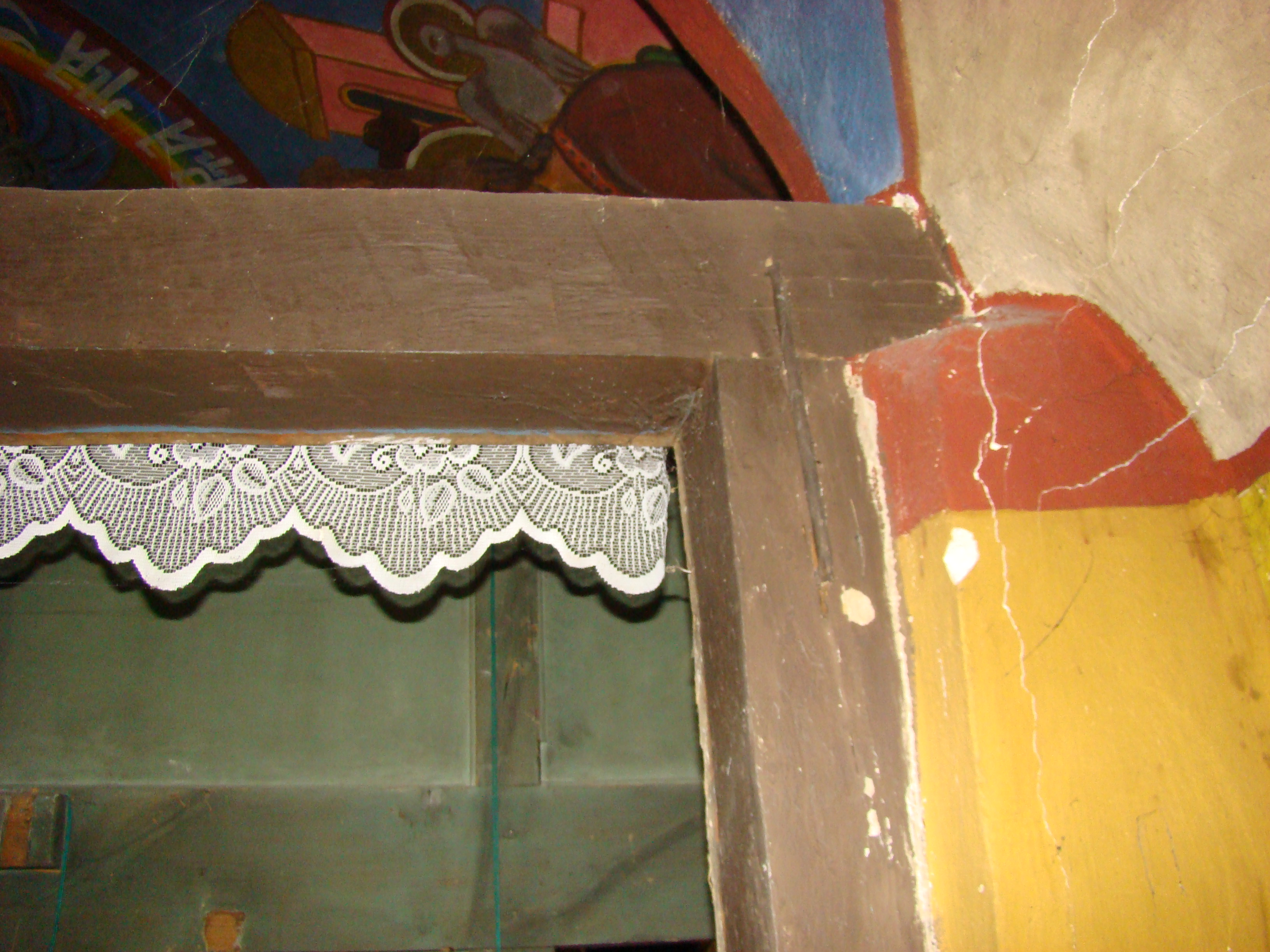
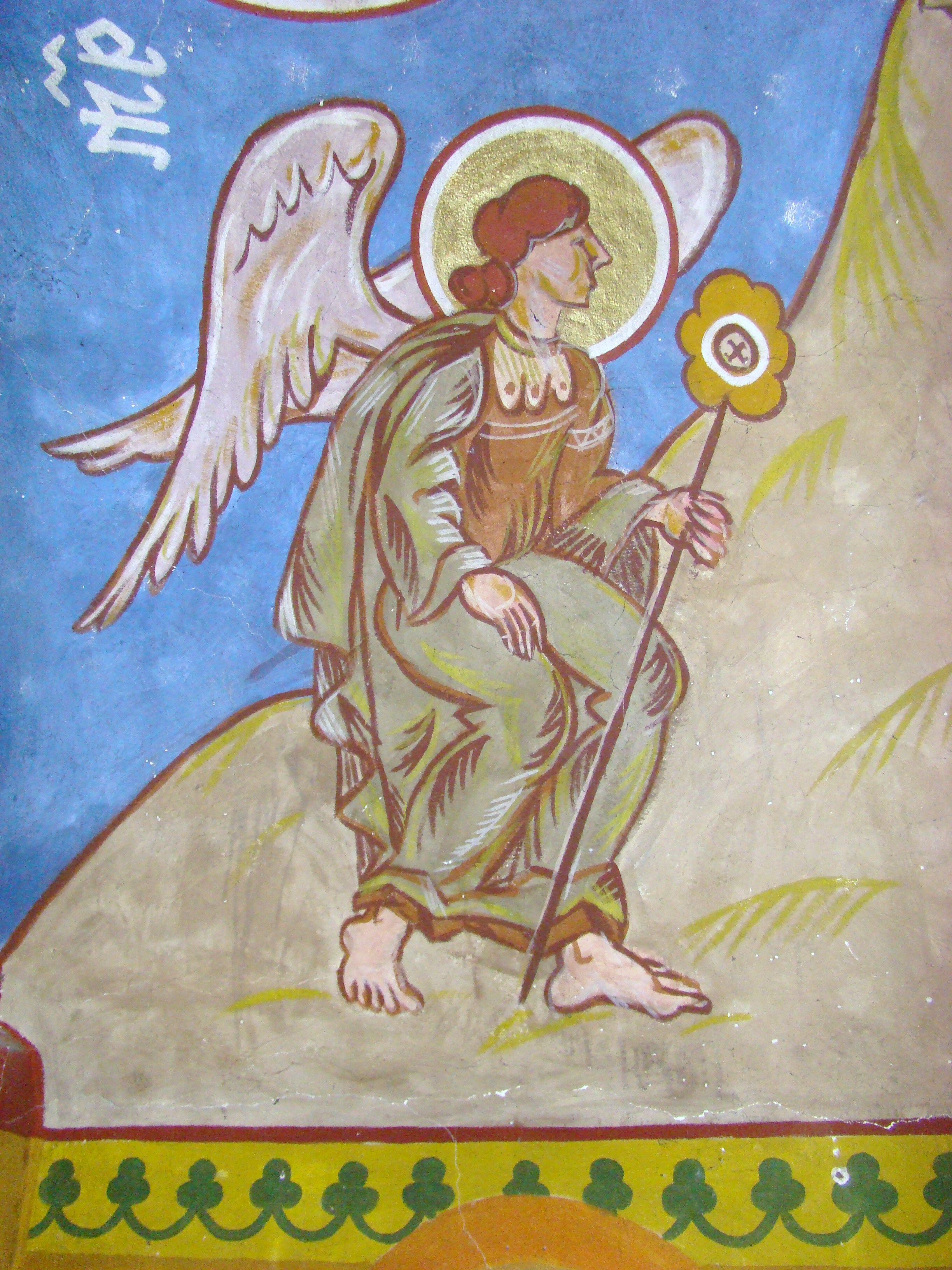
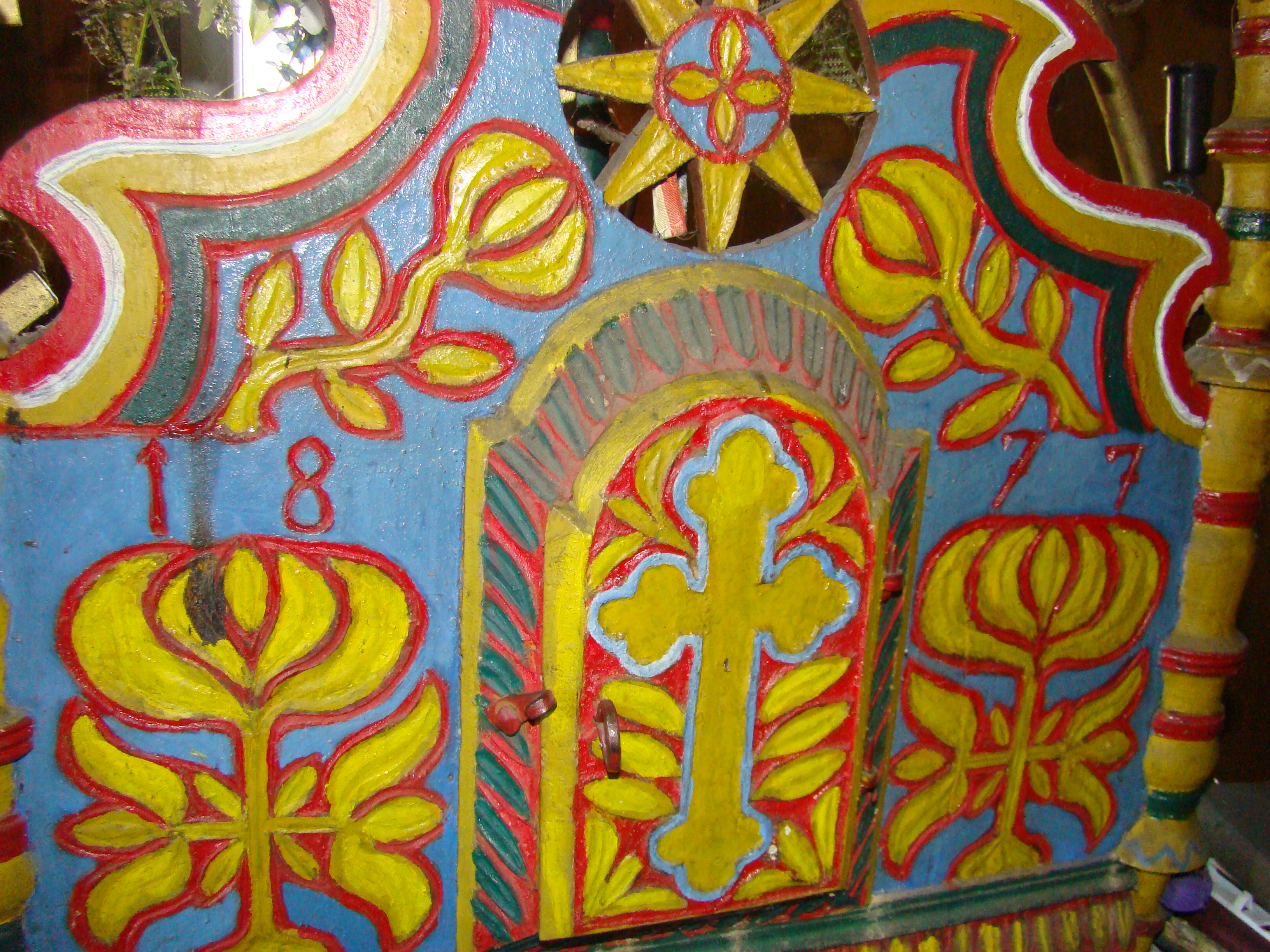
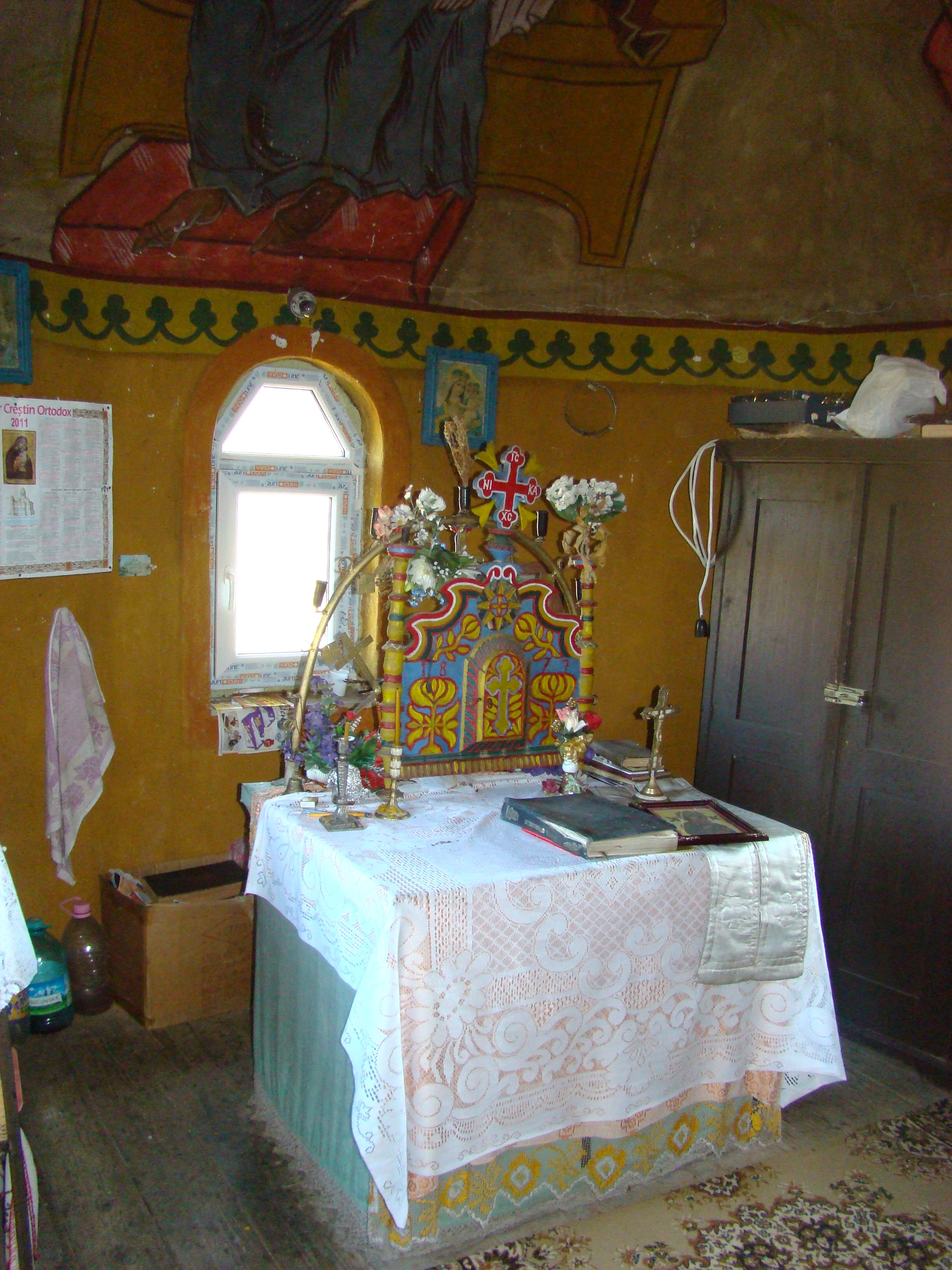

## Imagini din exterior

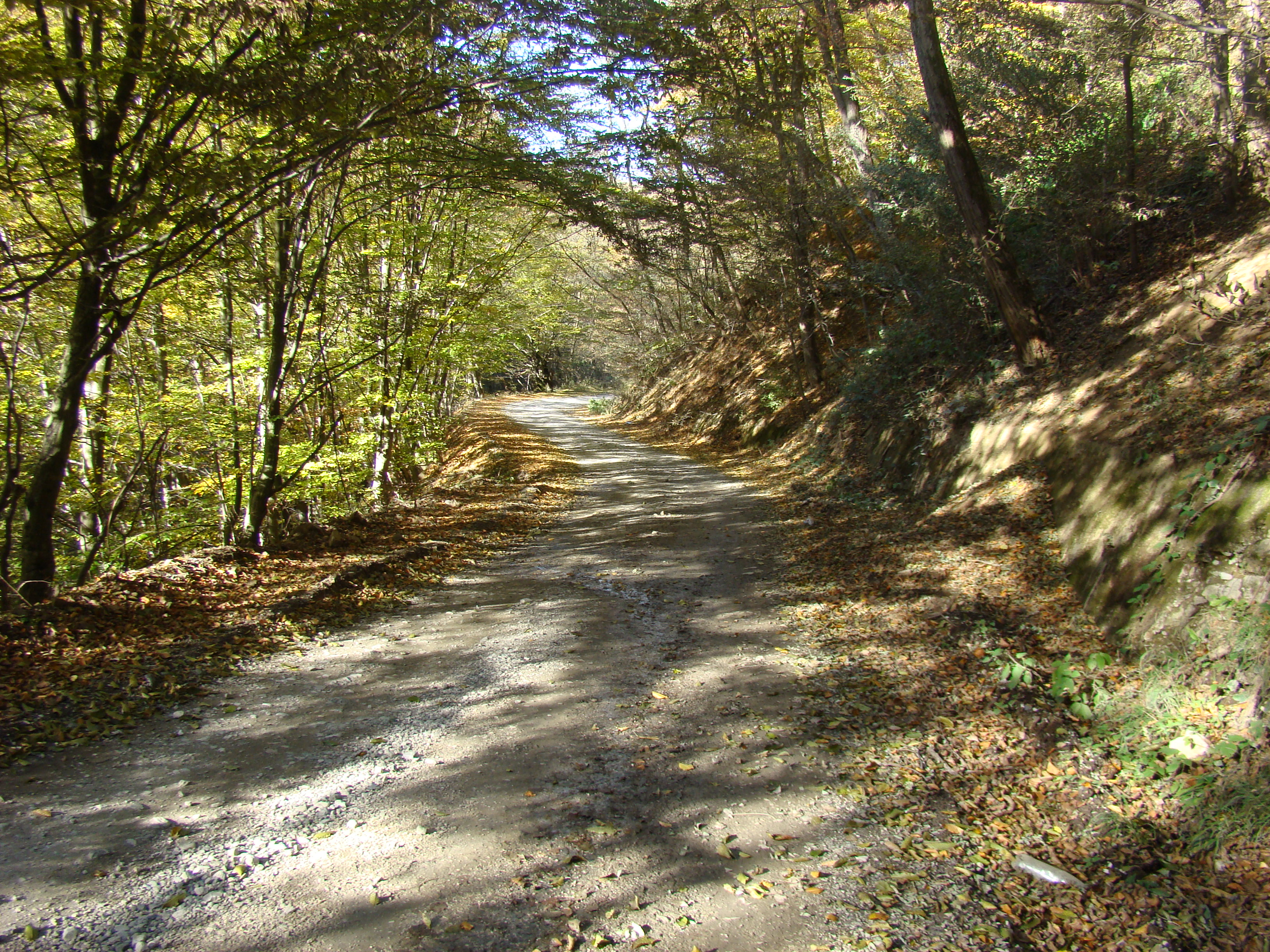
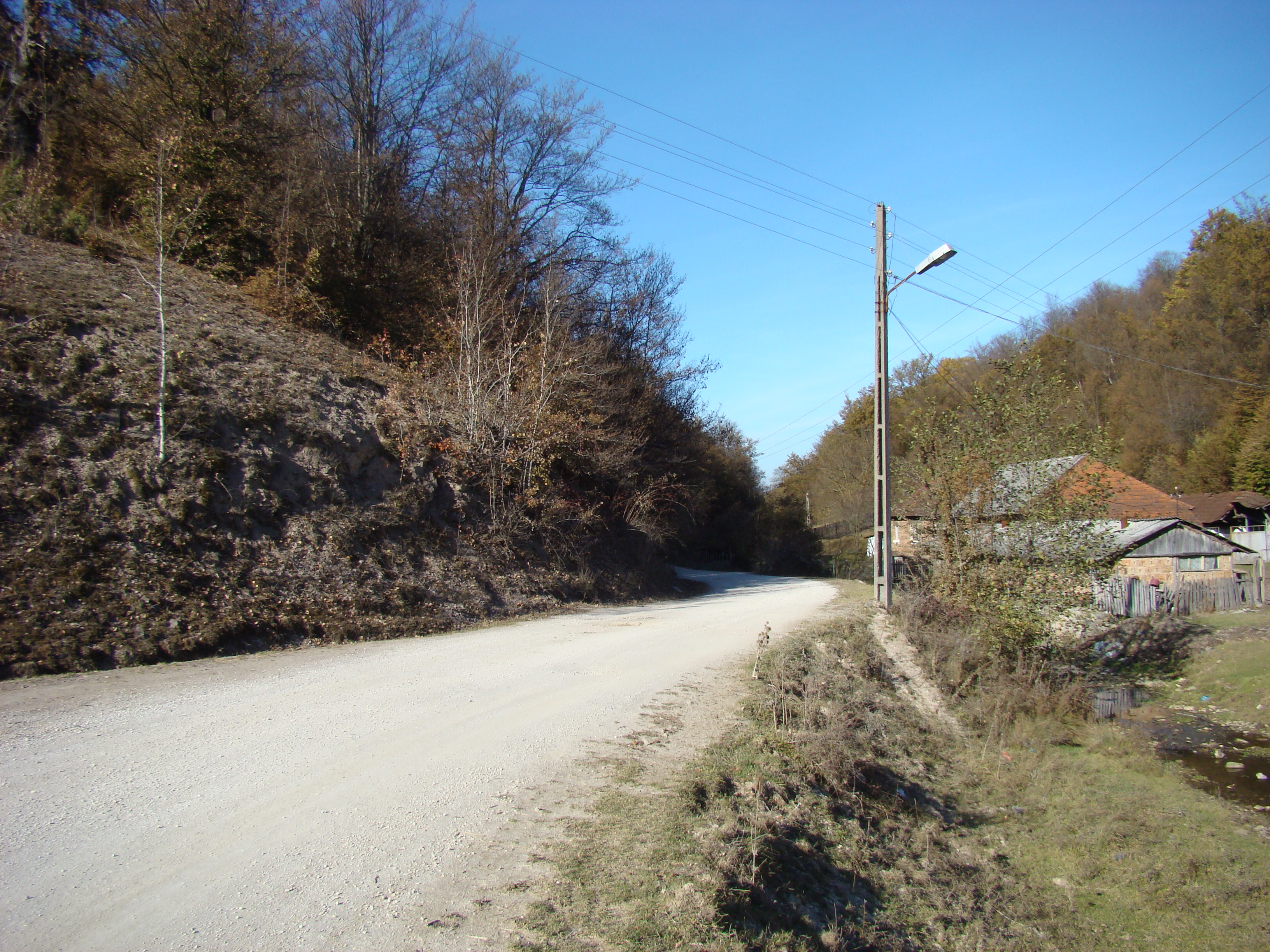
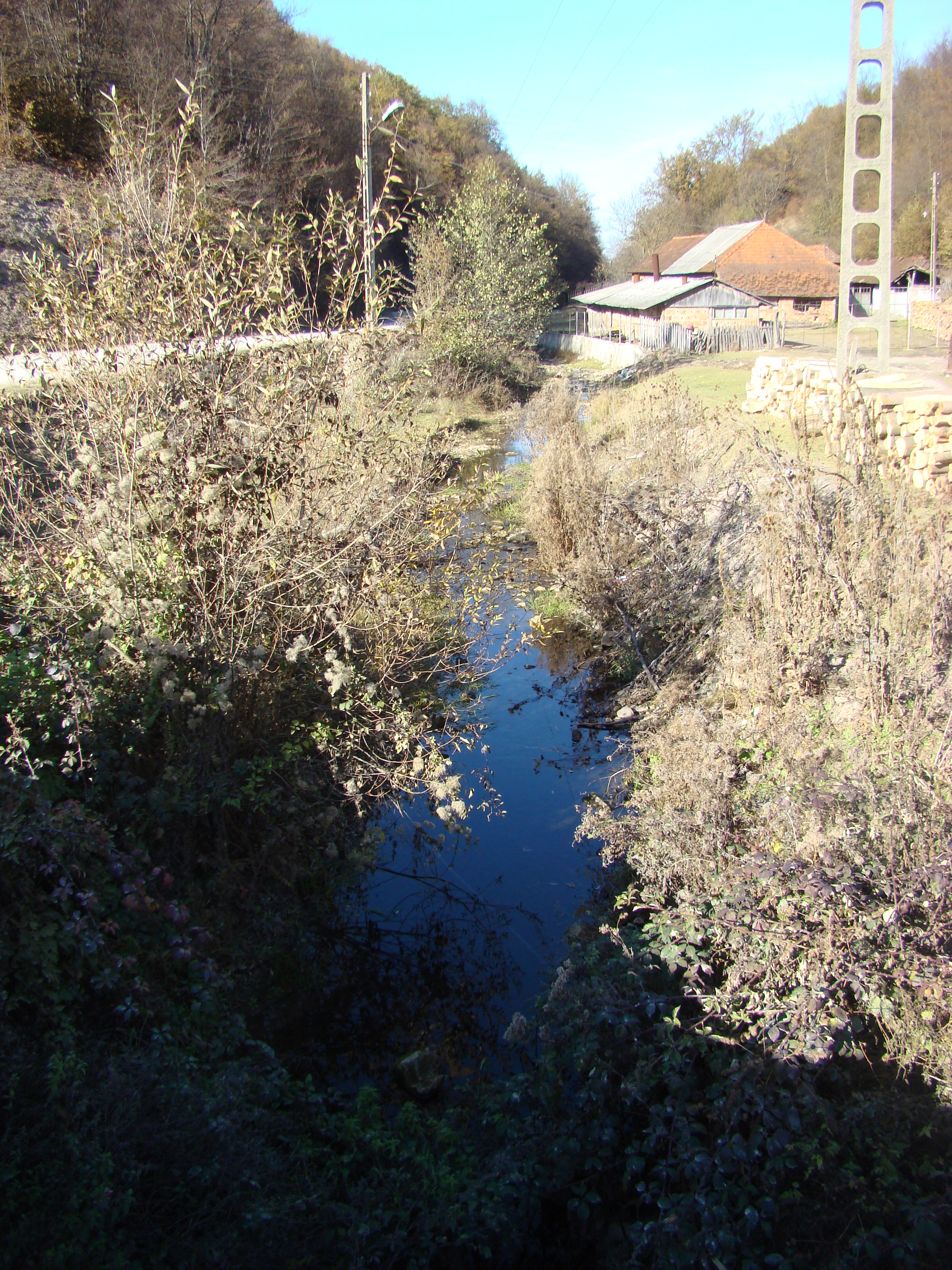
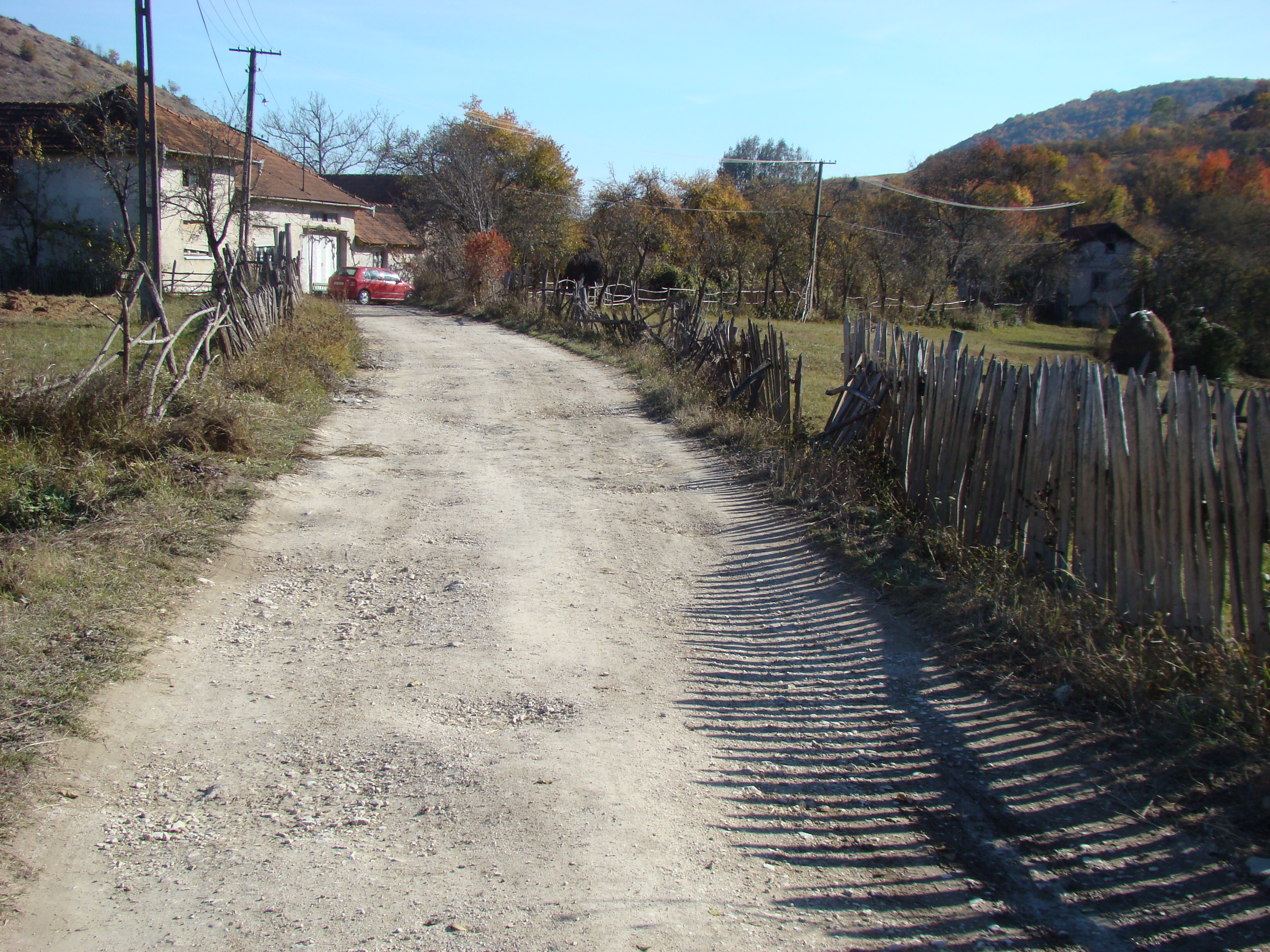
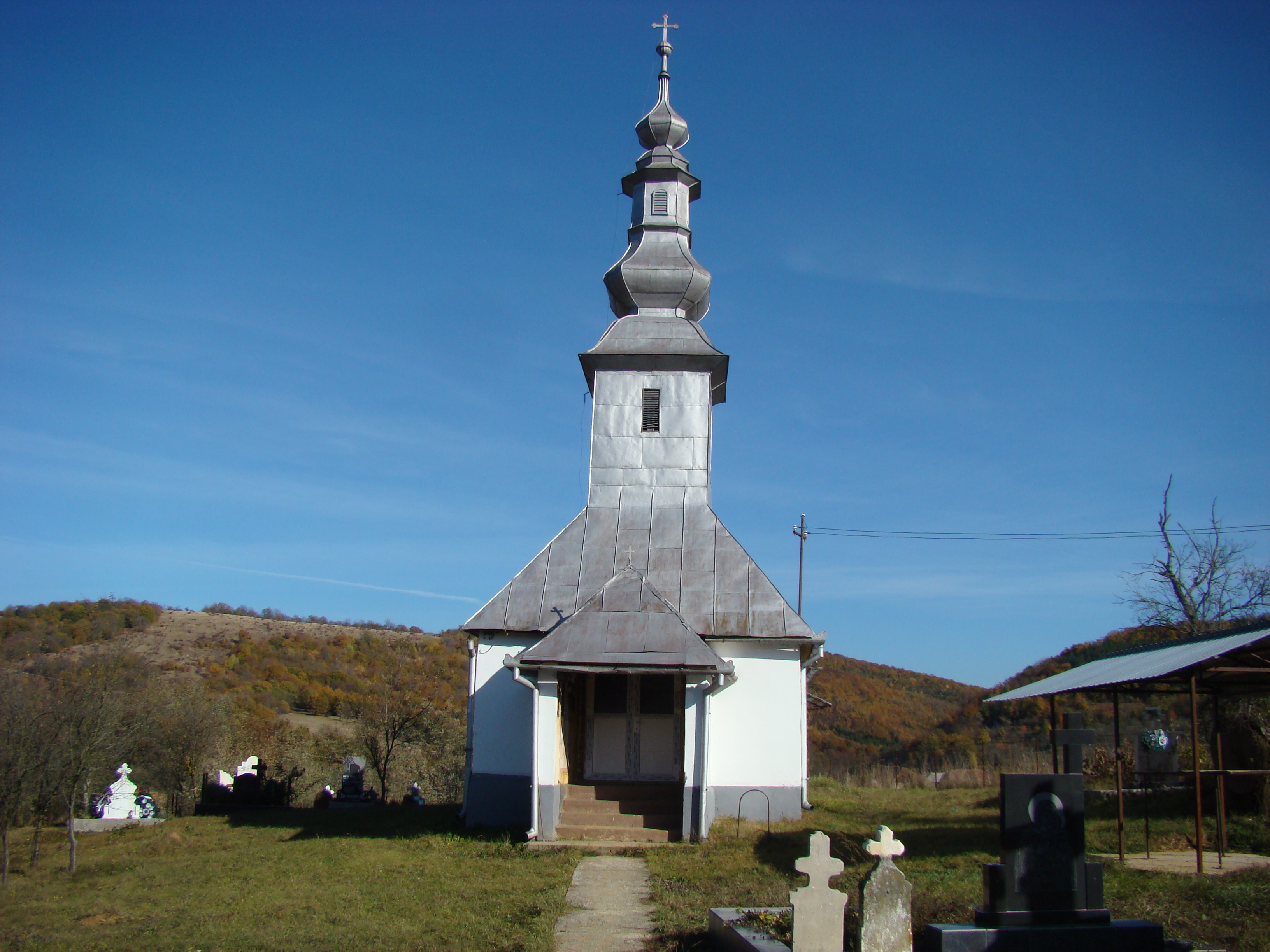
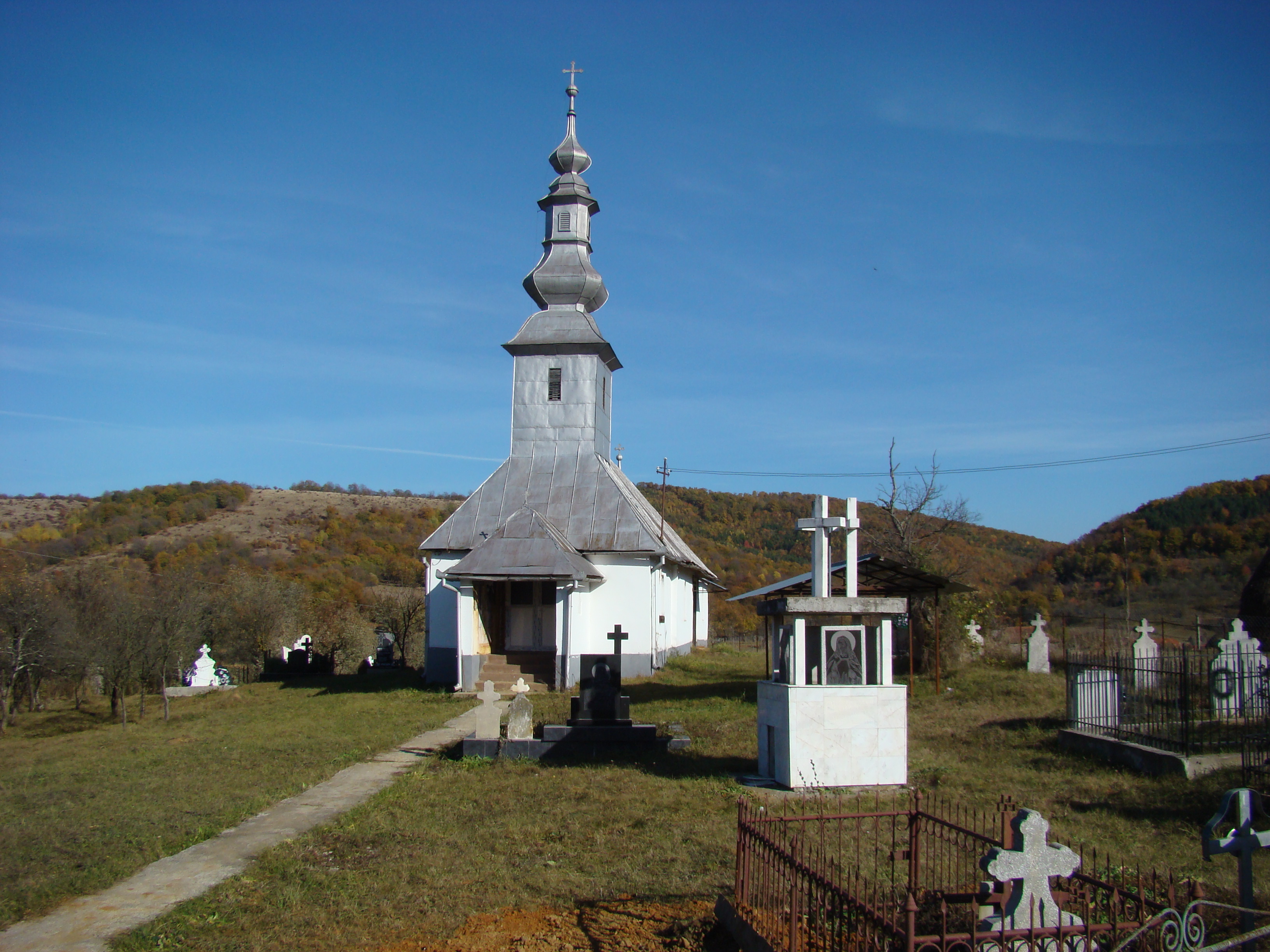
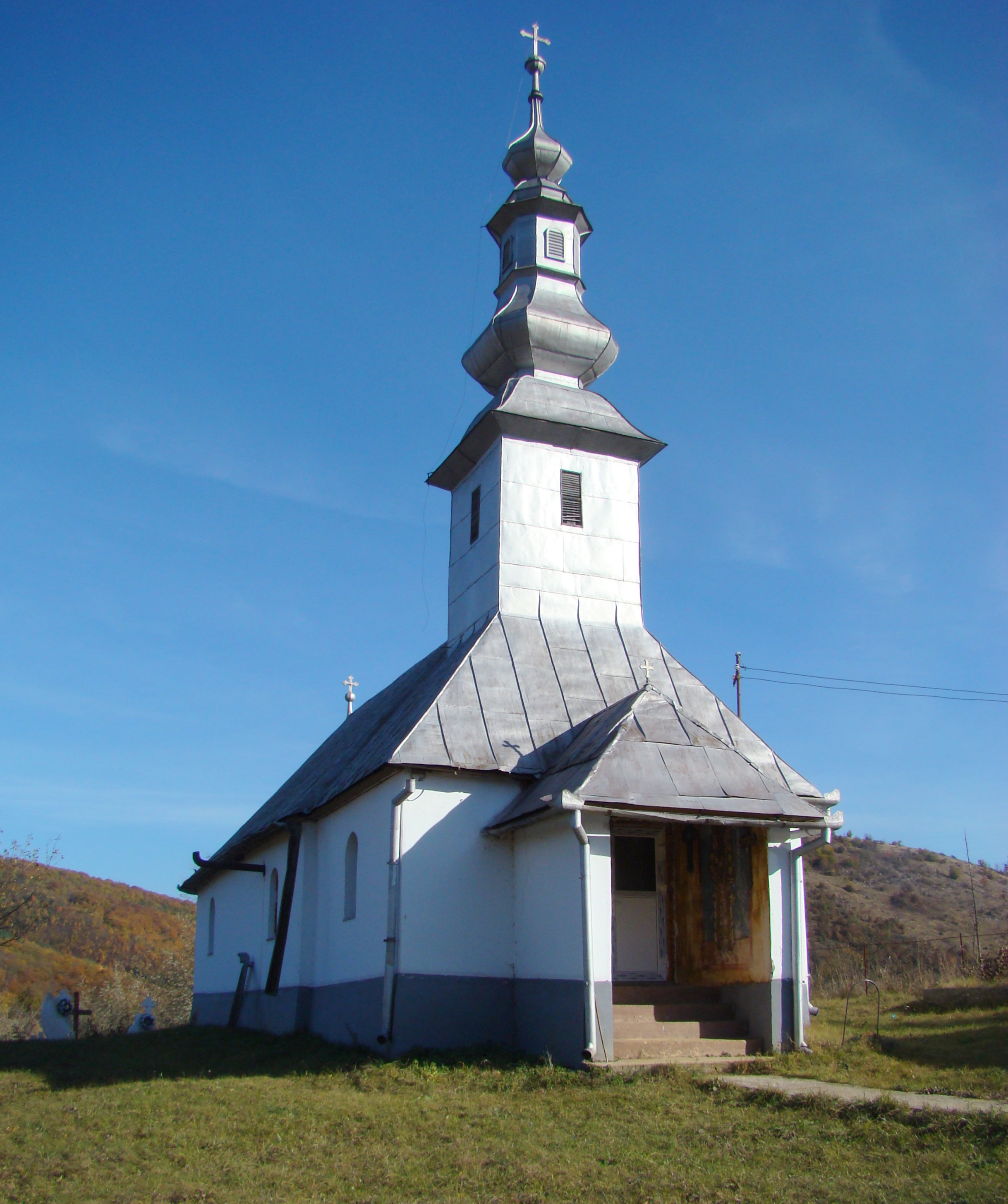
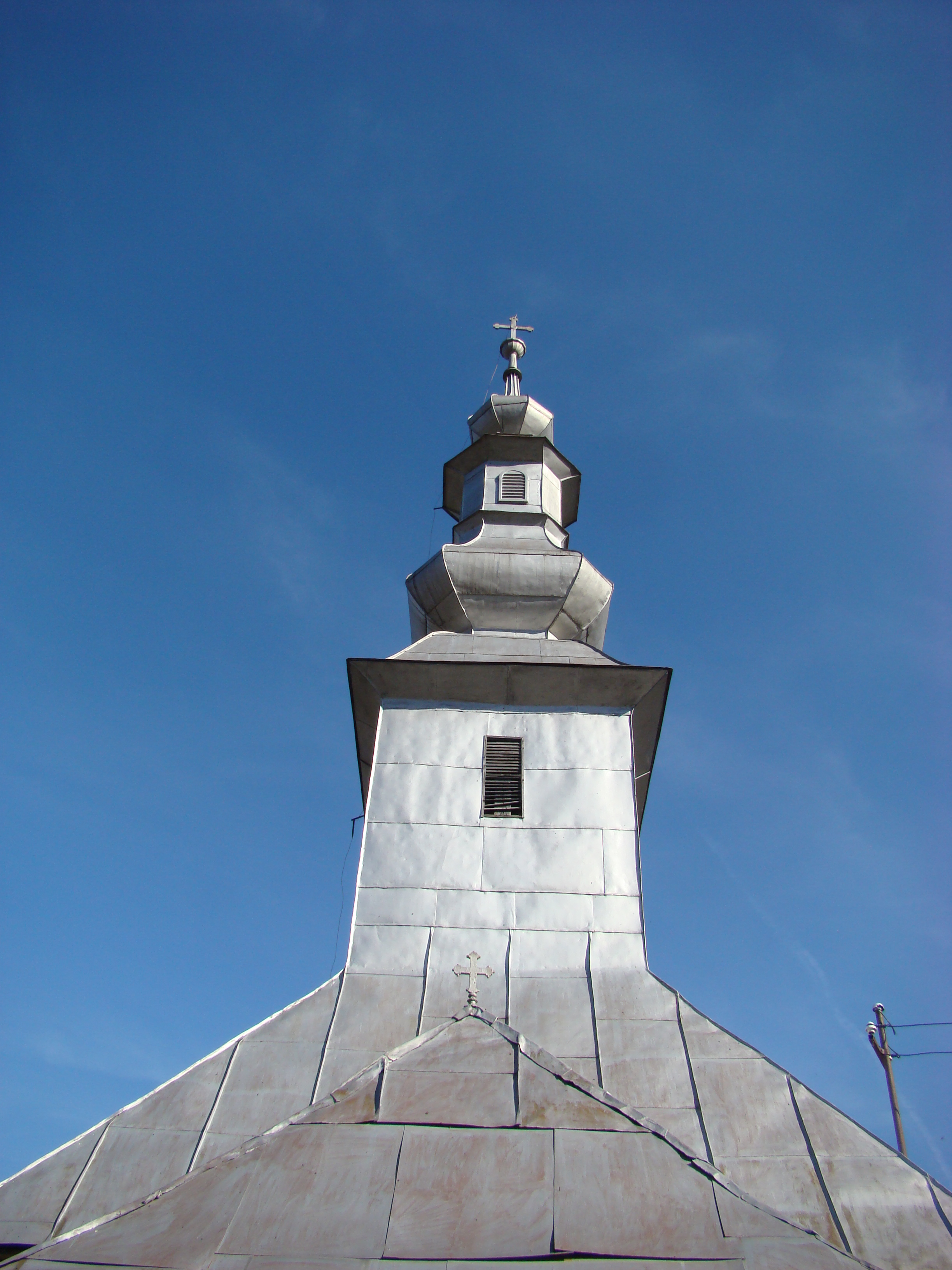
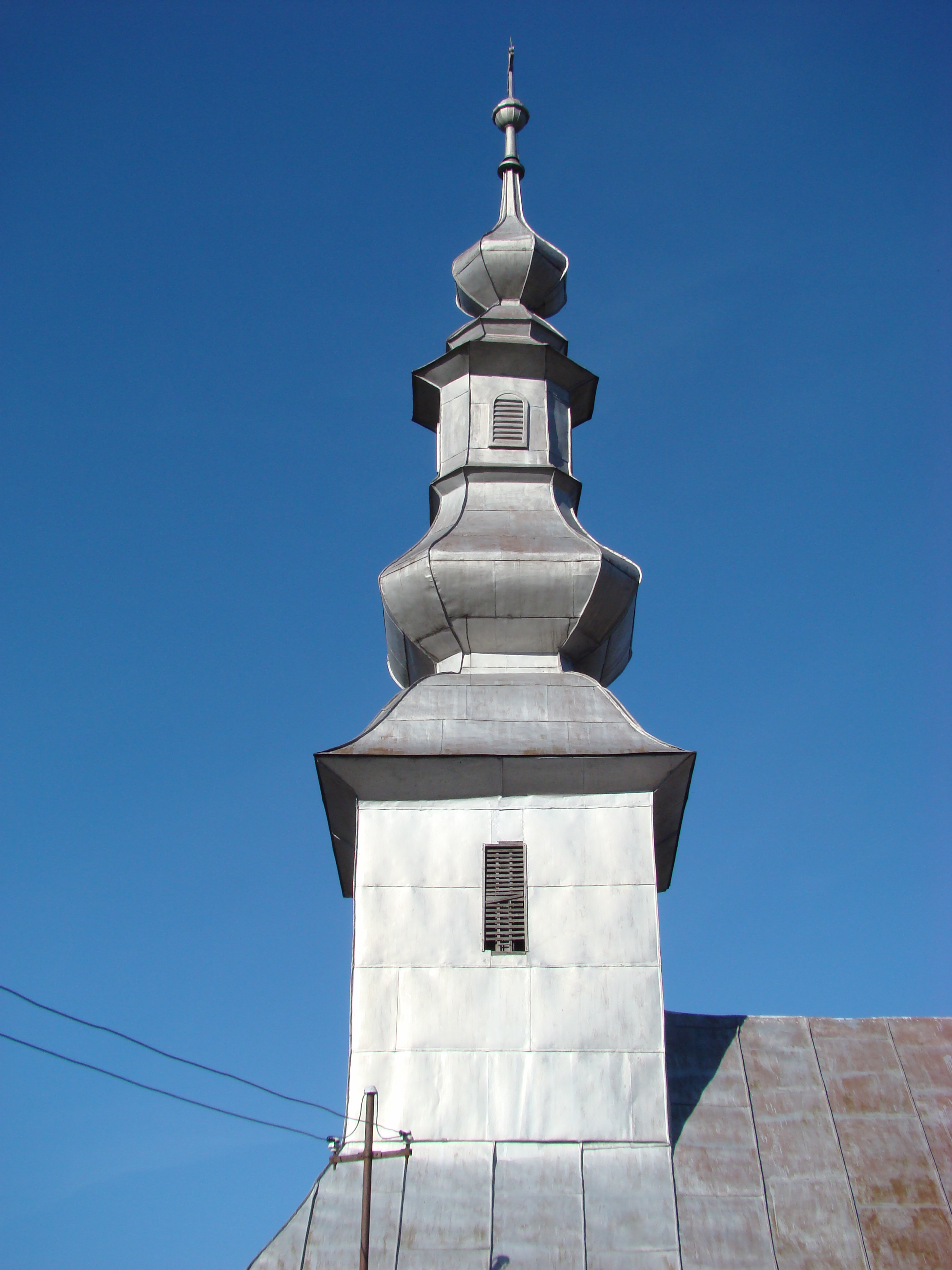
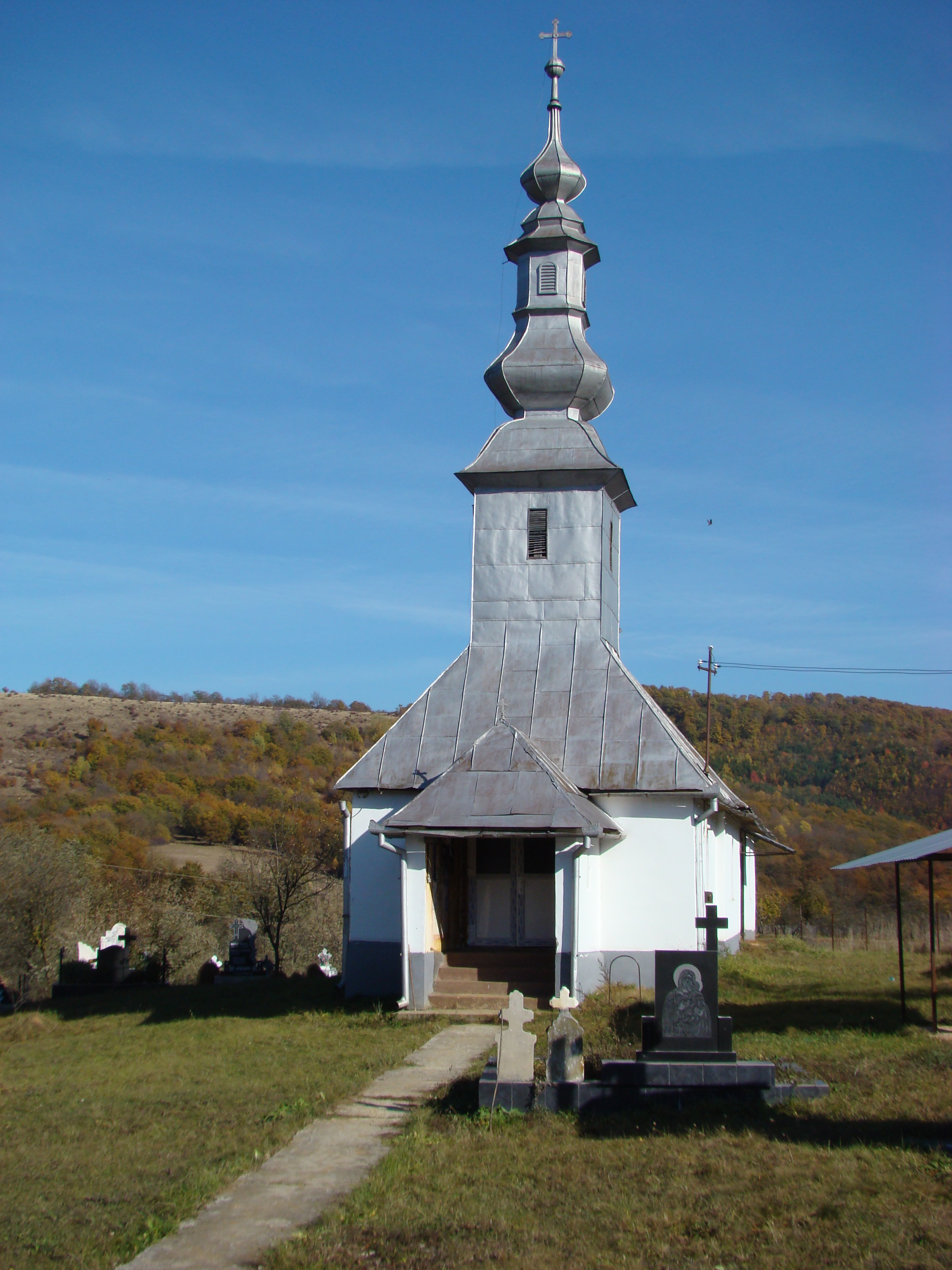
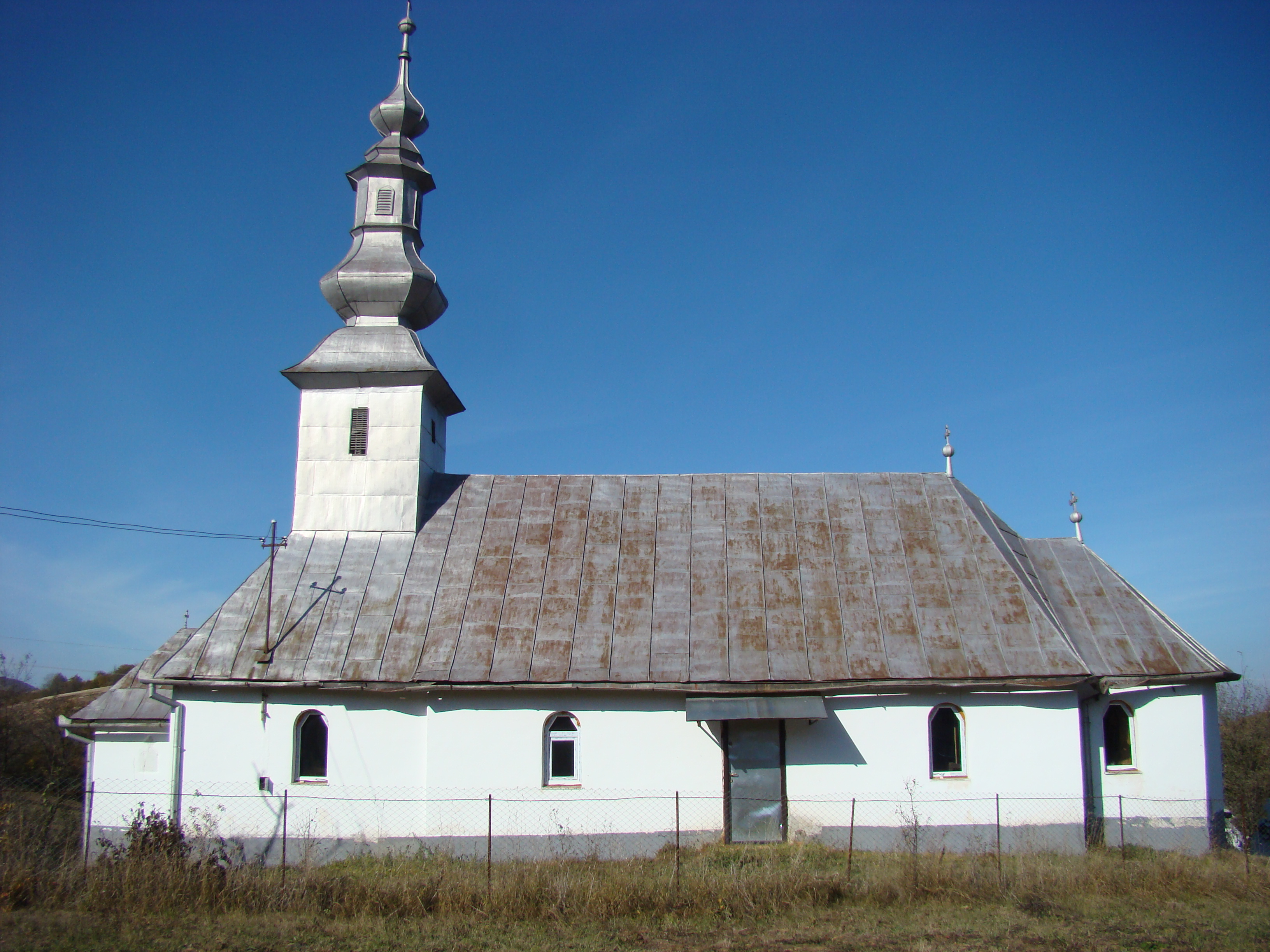
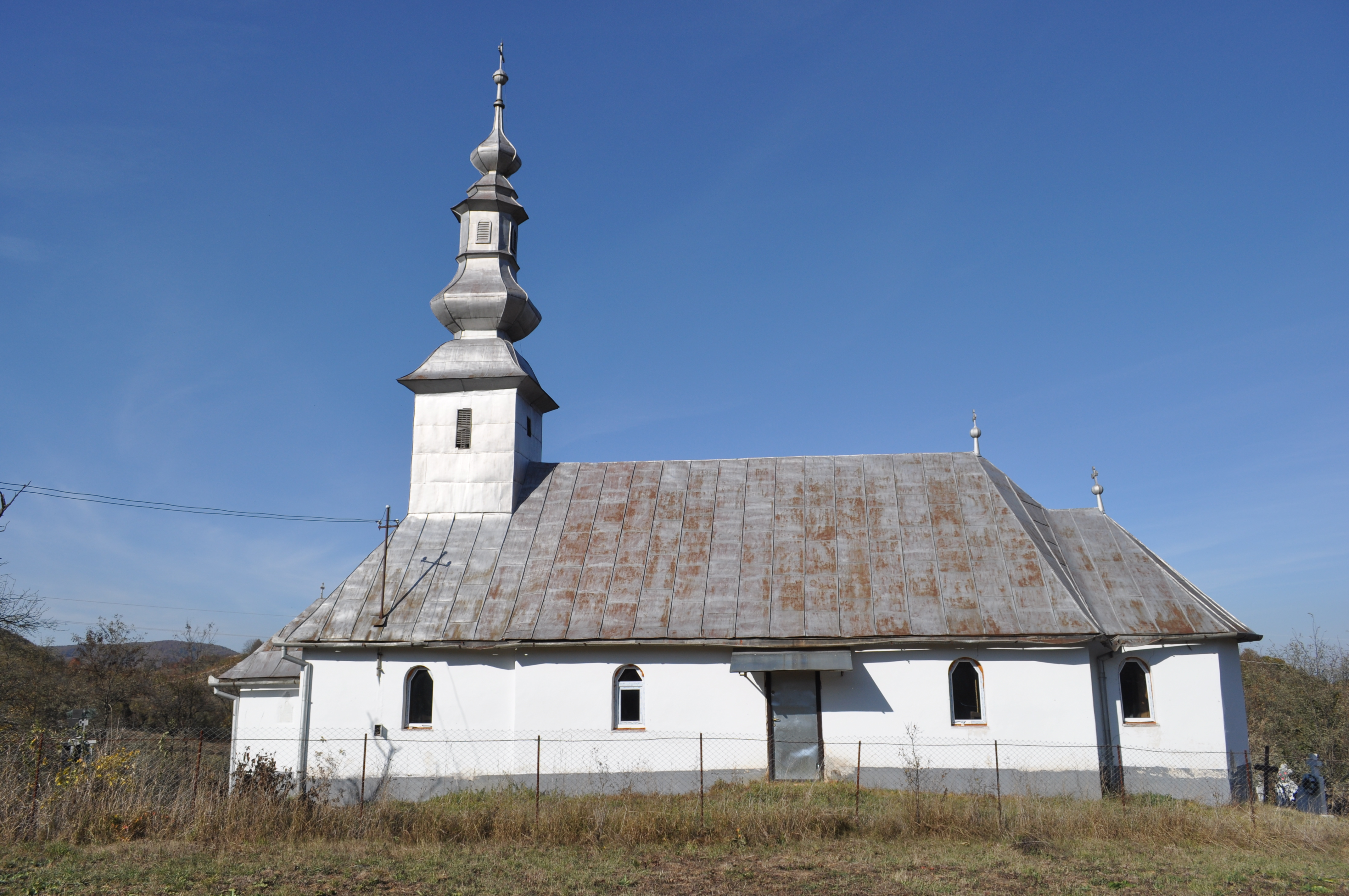
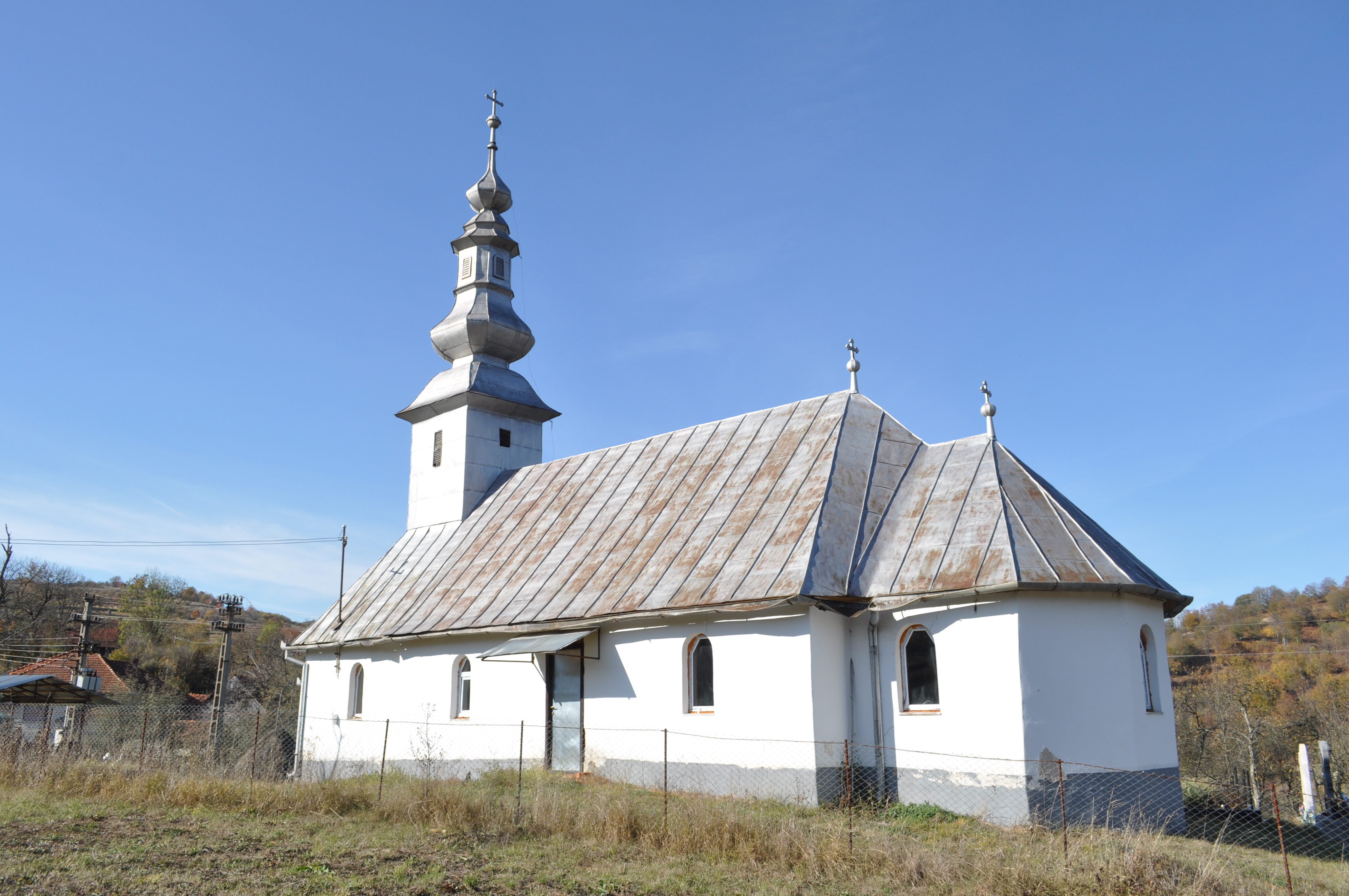
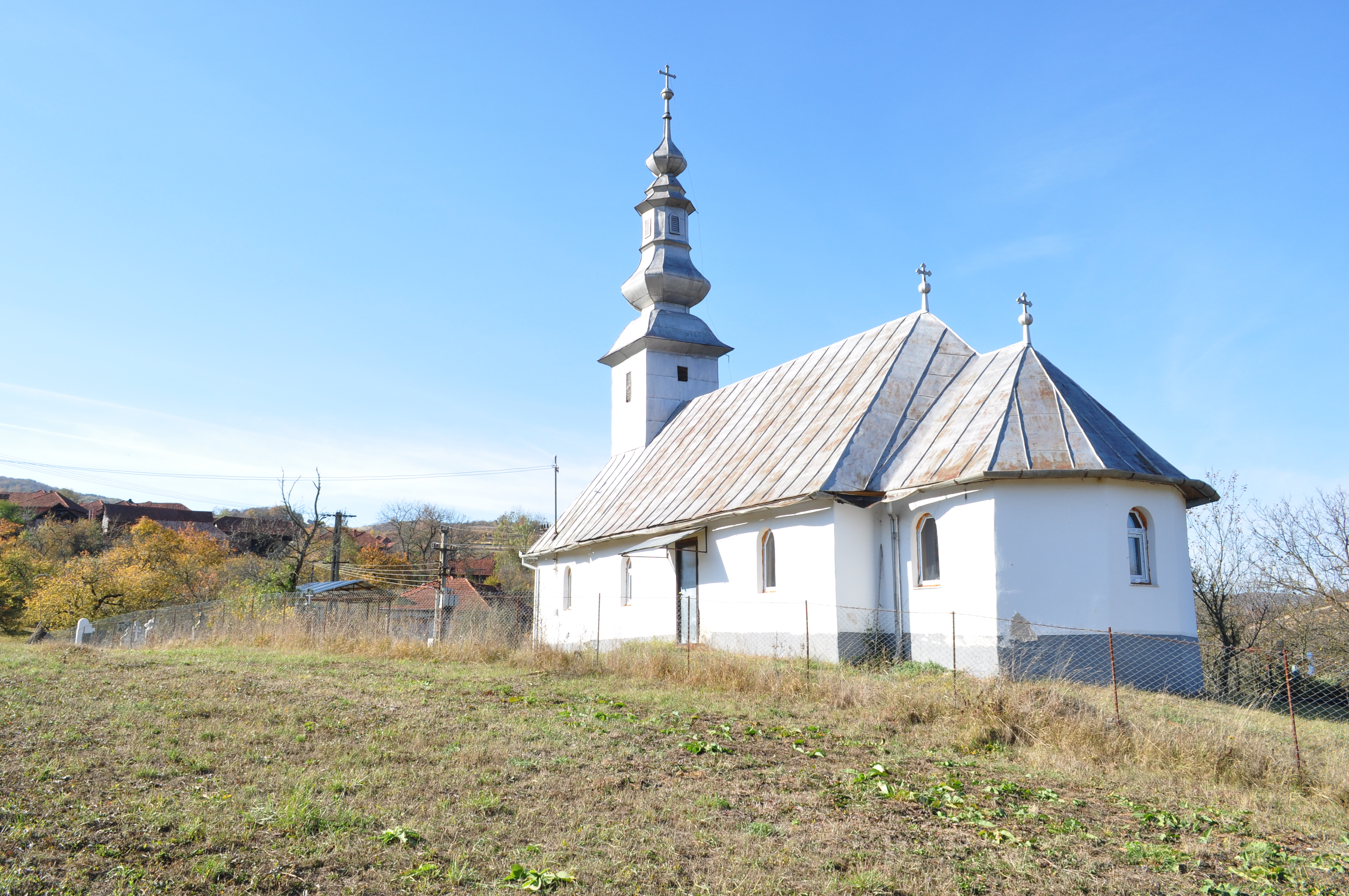
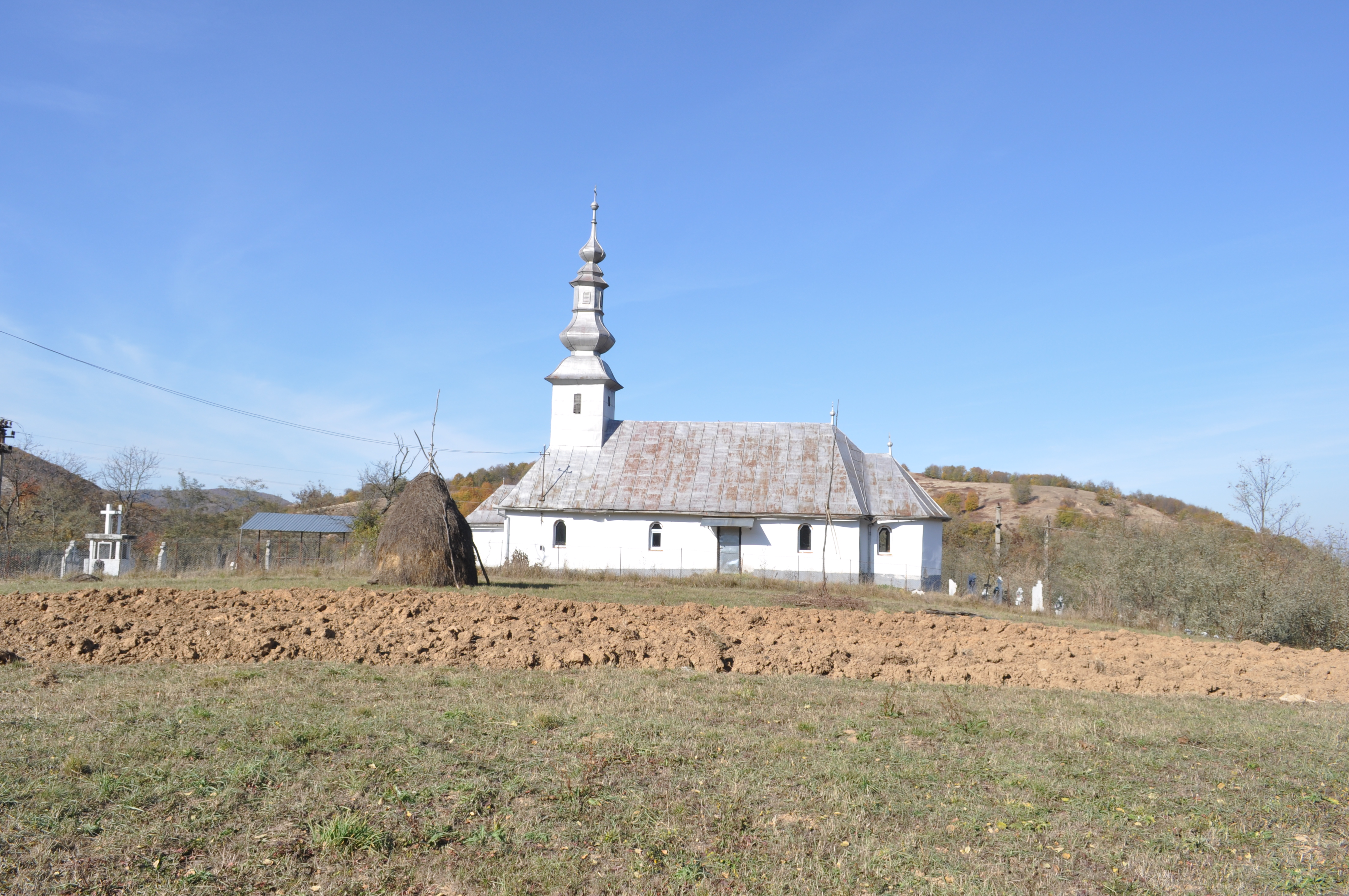
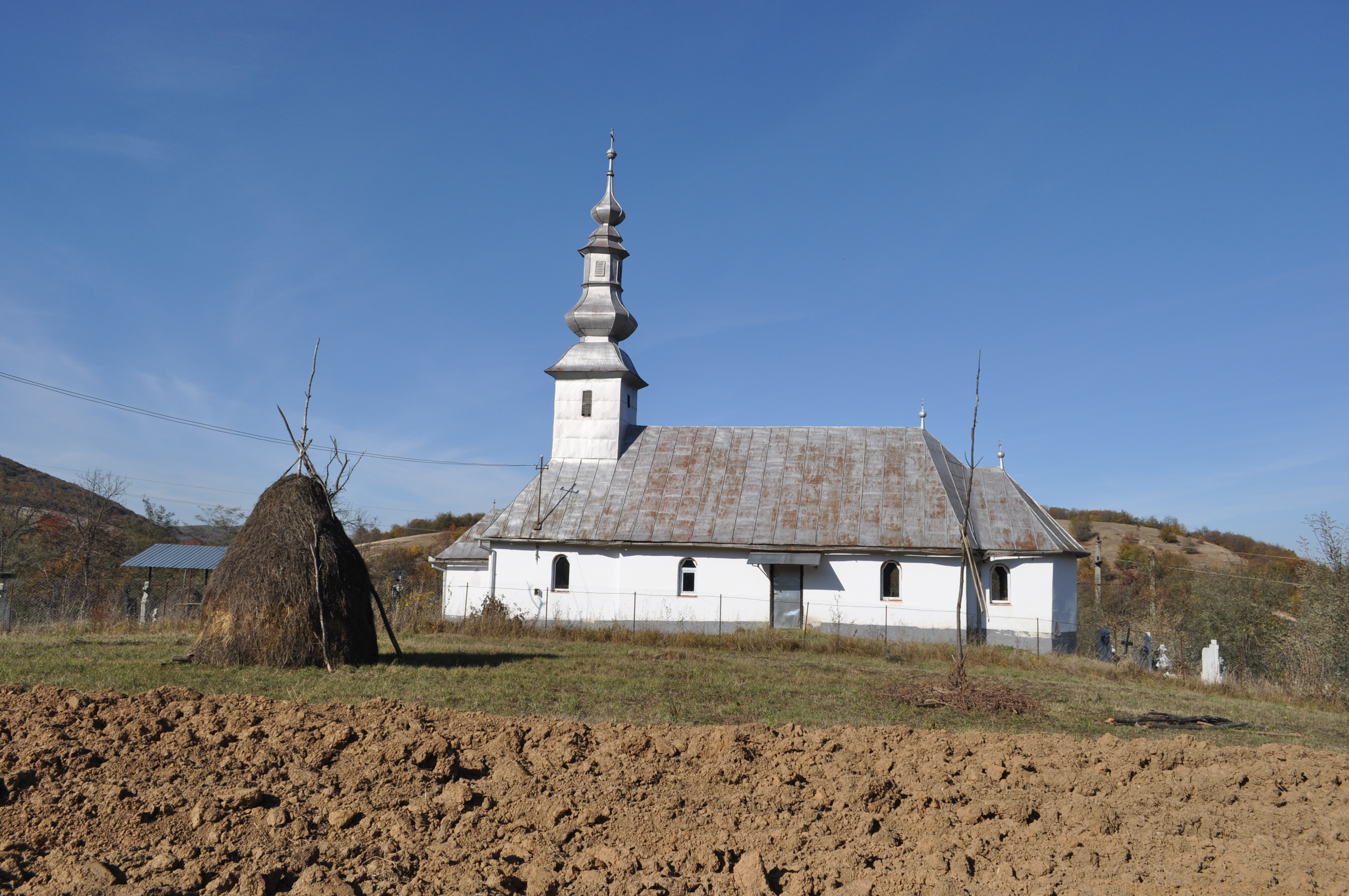
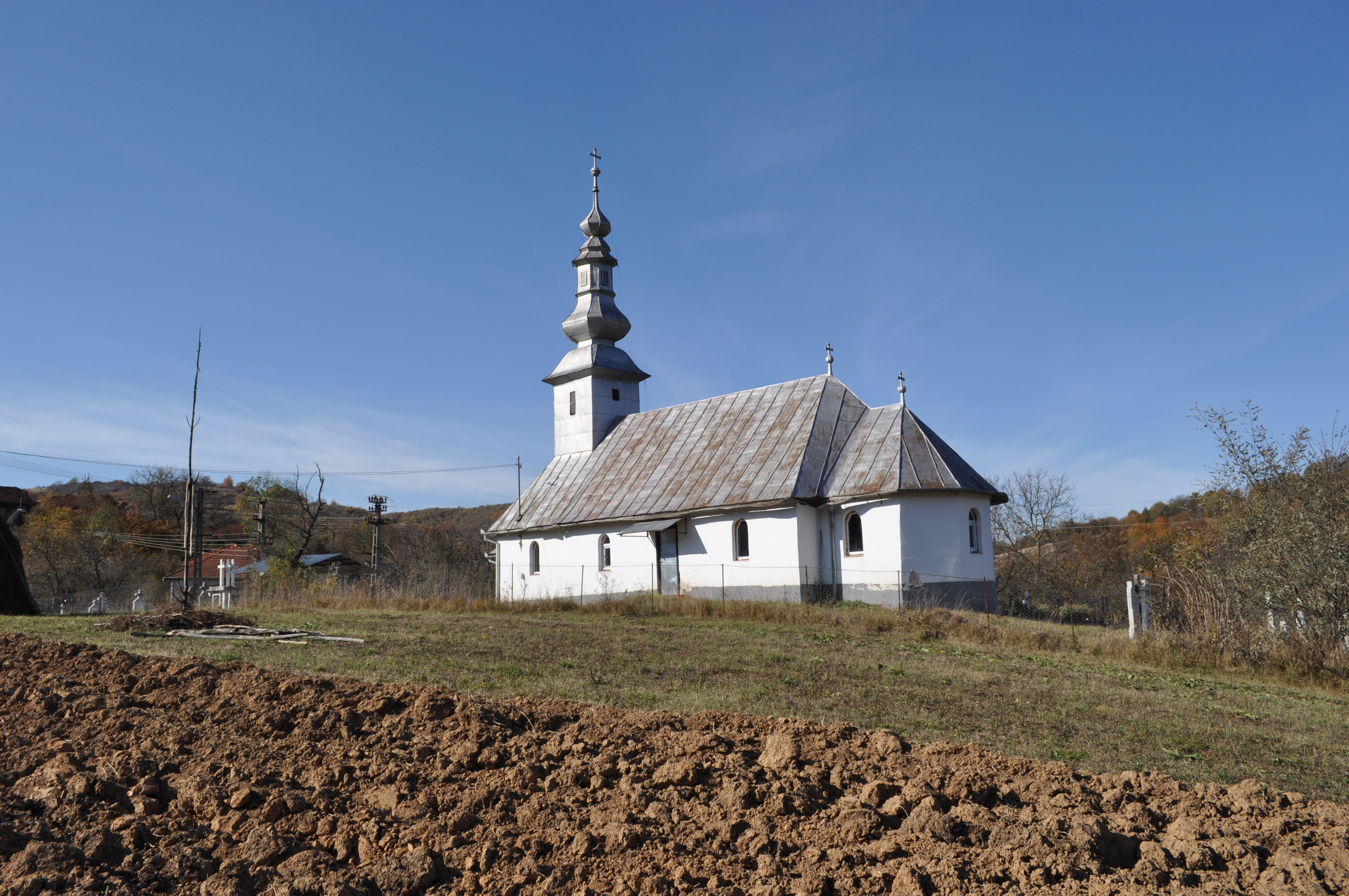
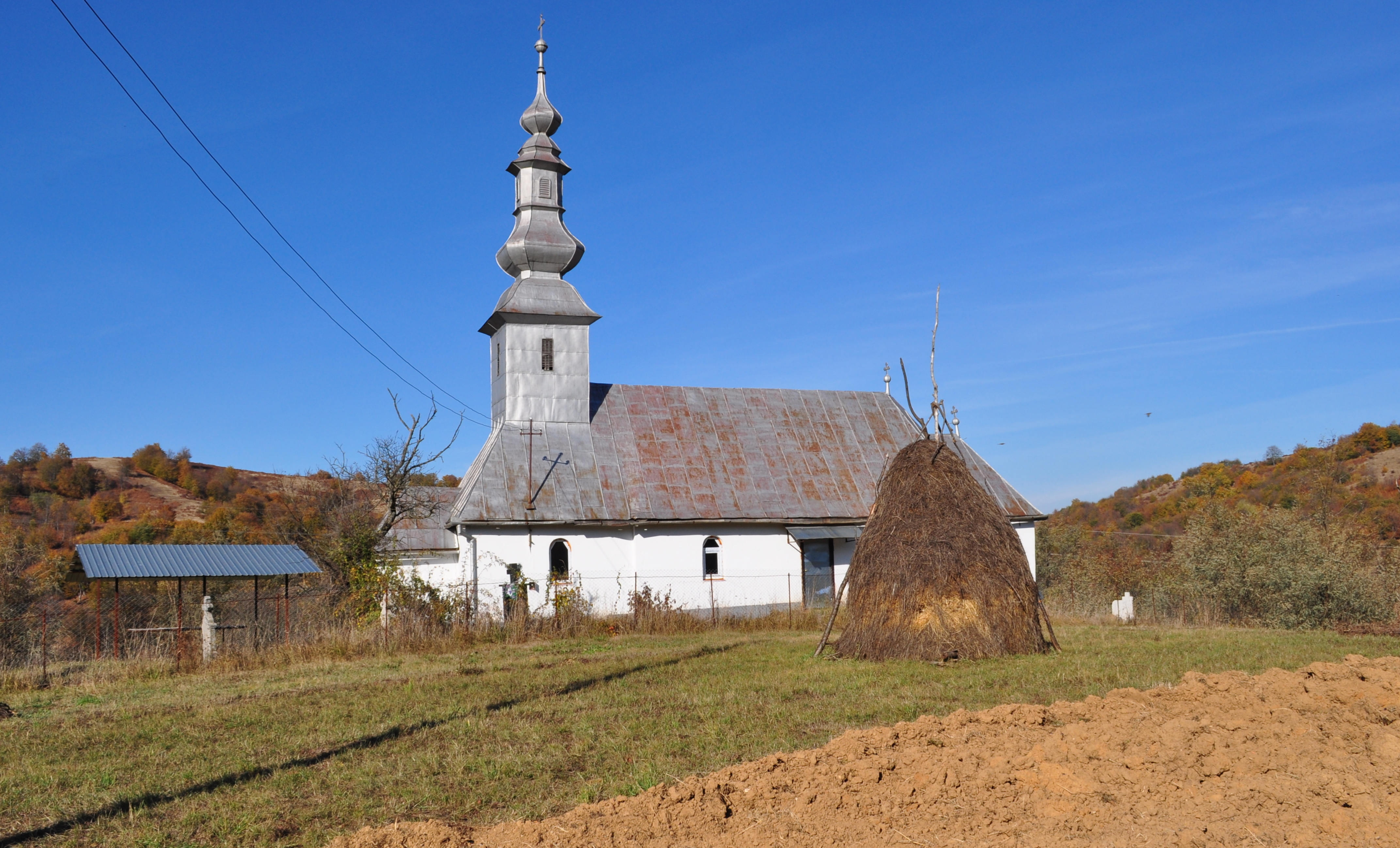
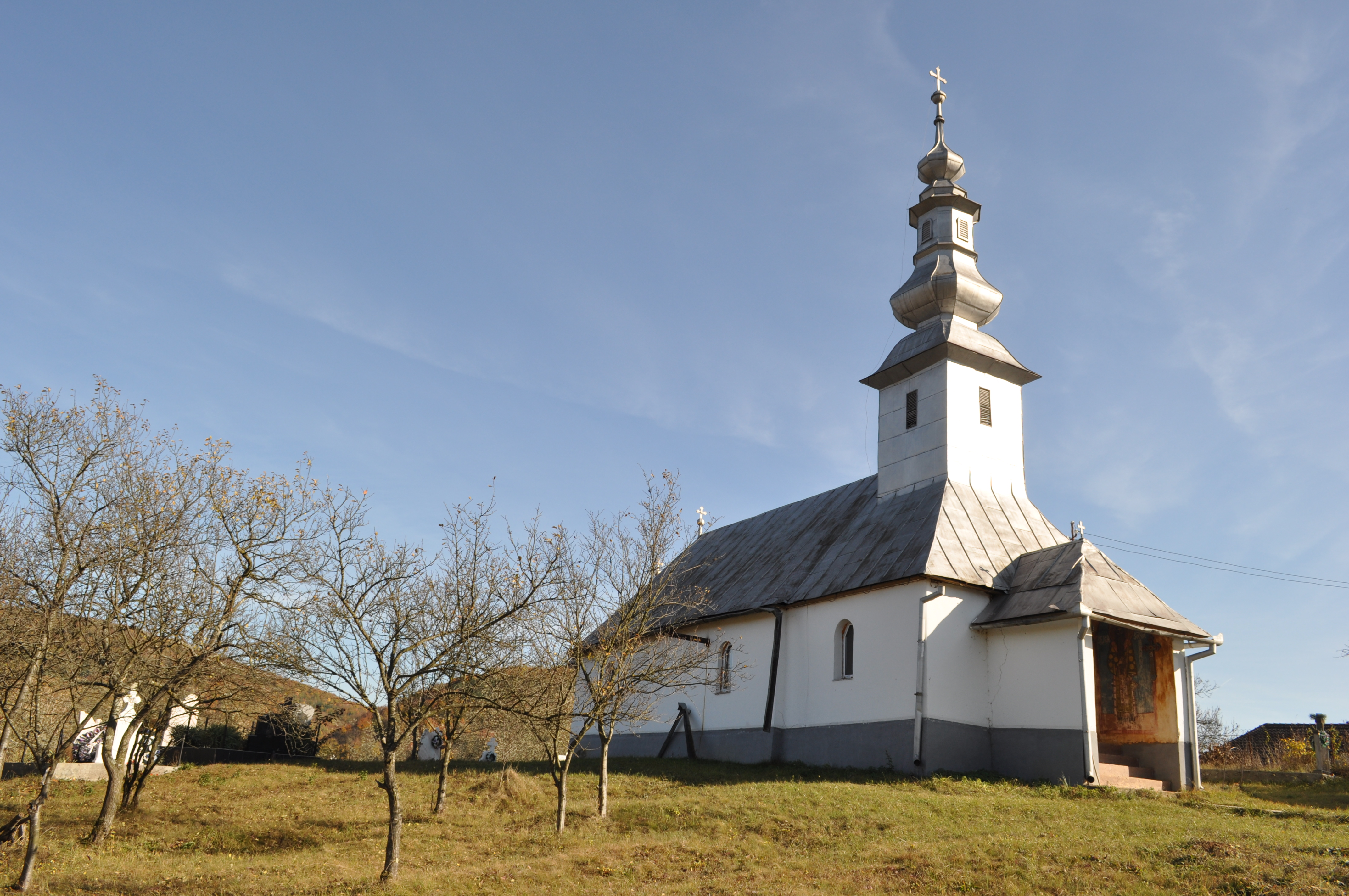
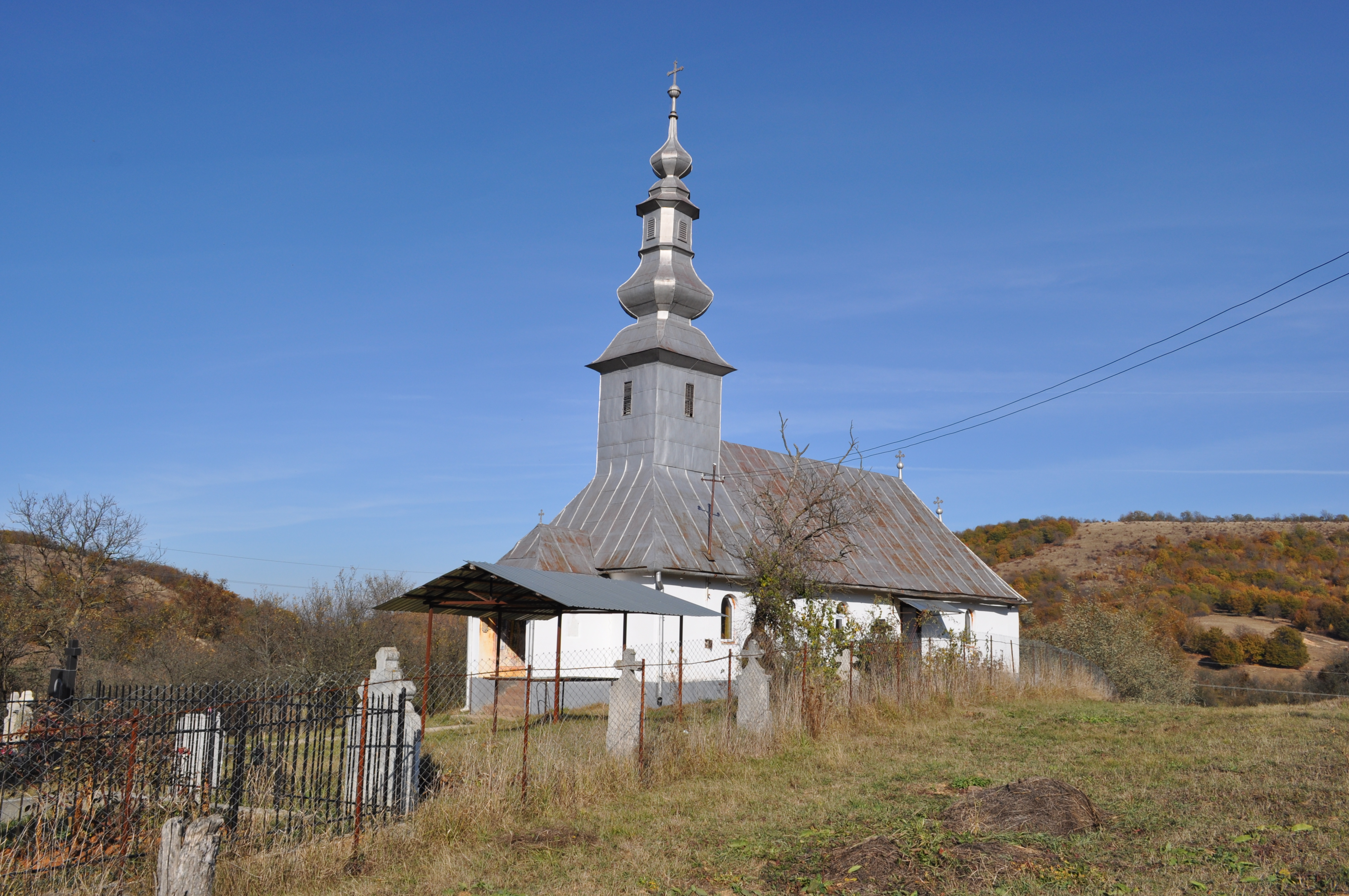
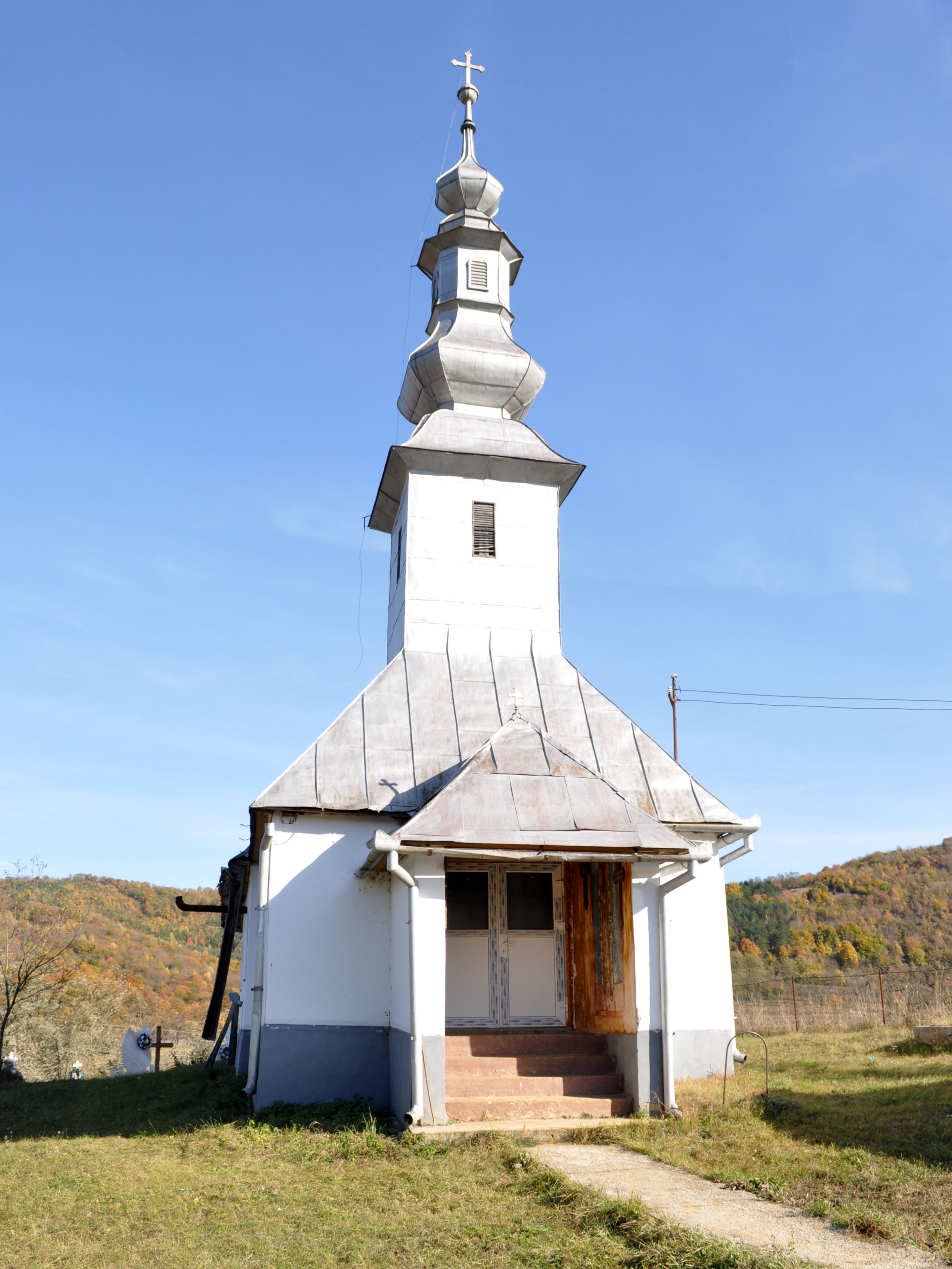
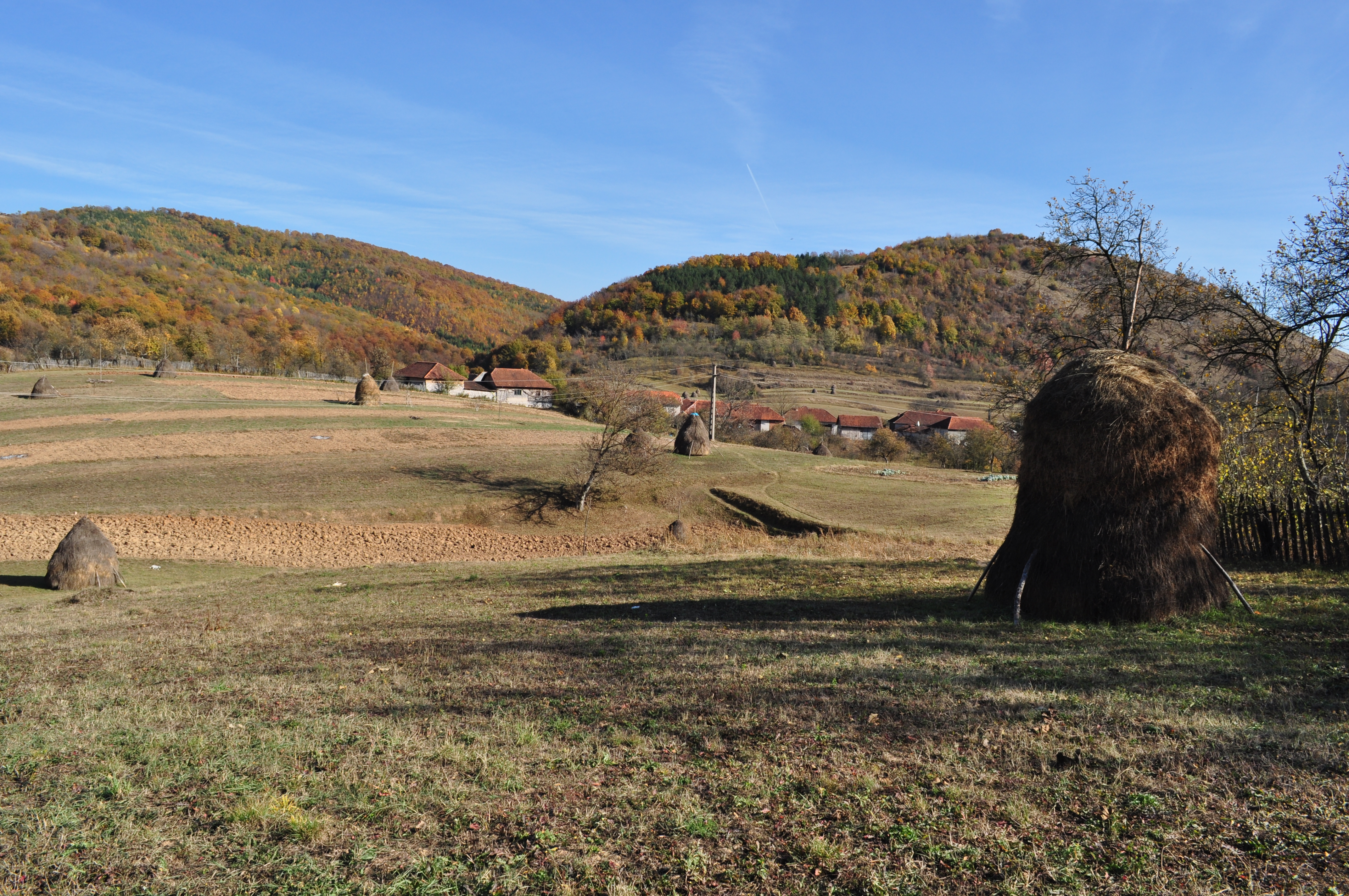
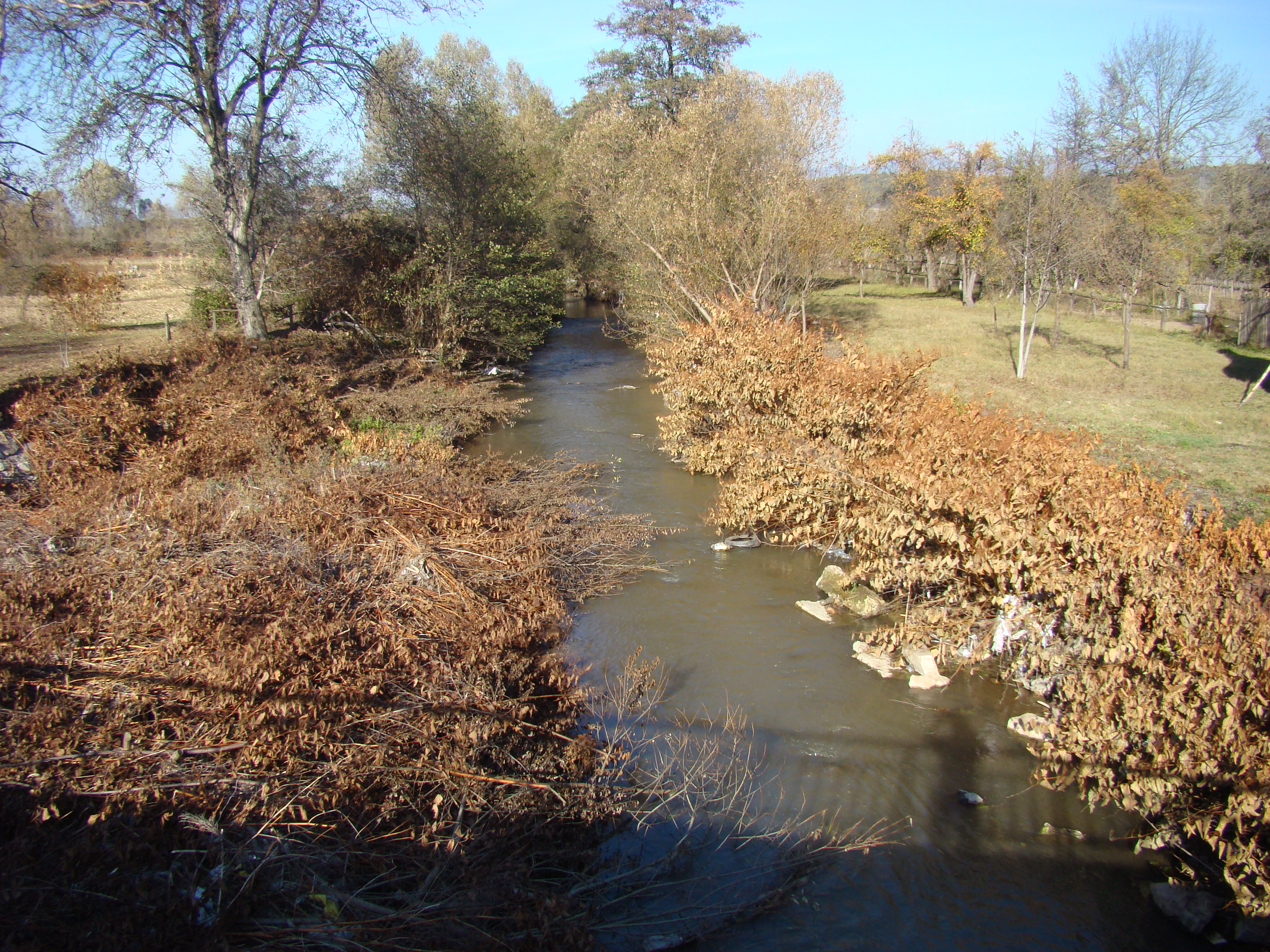
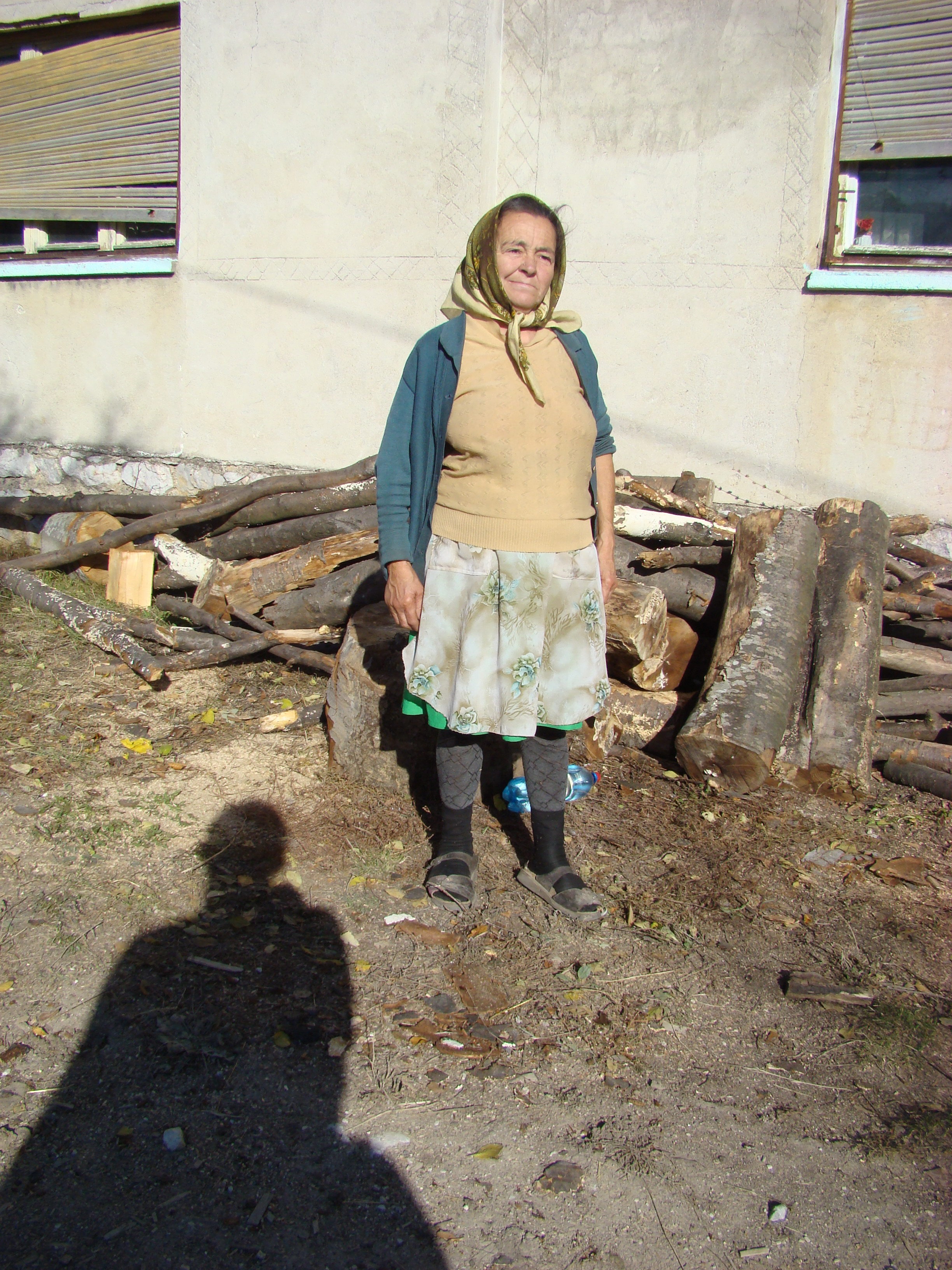
Suciu Aurica
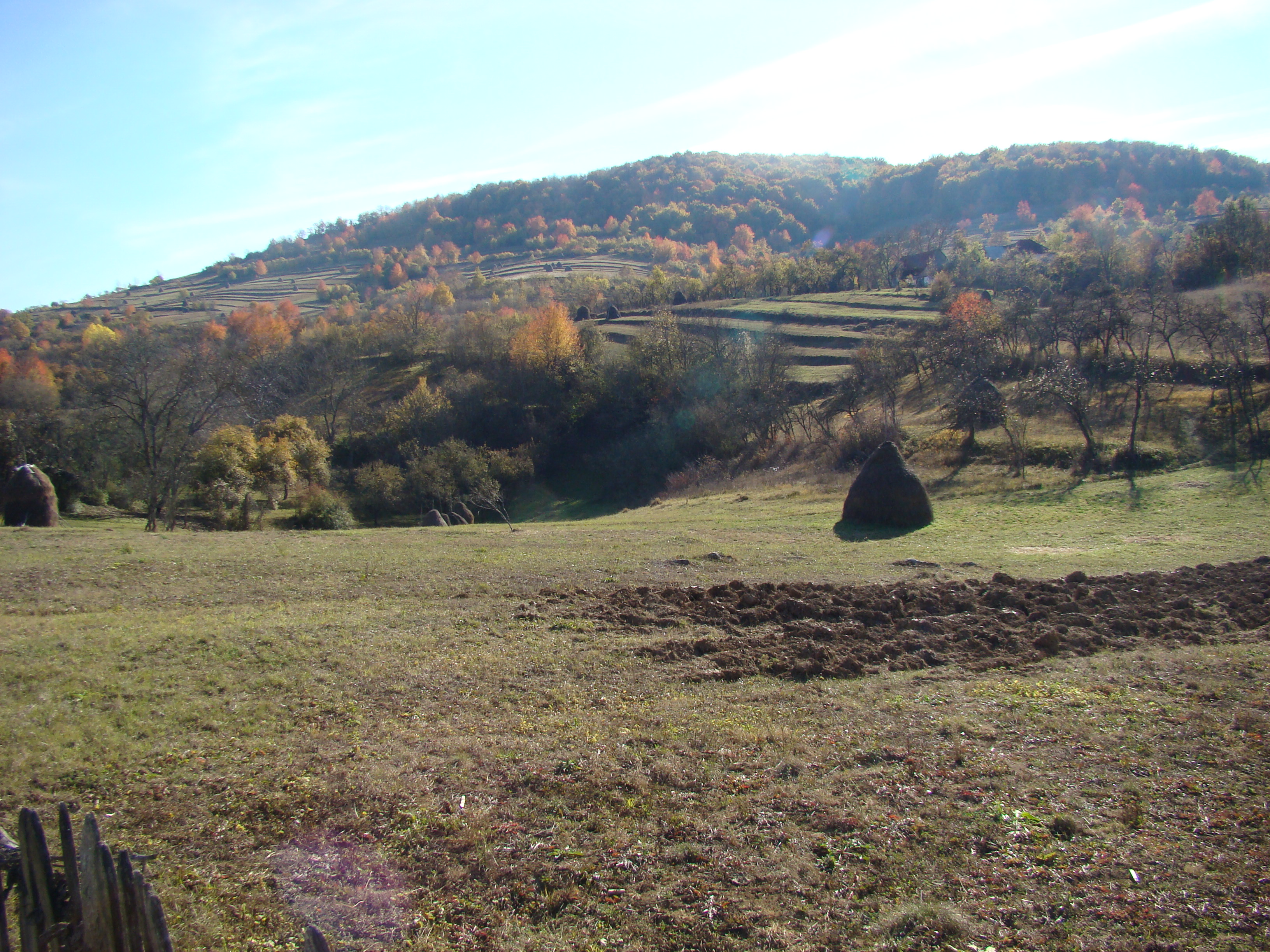
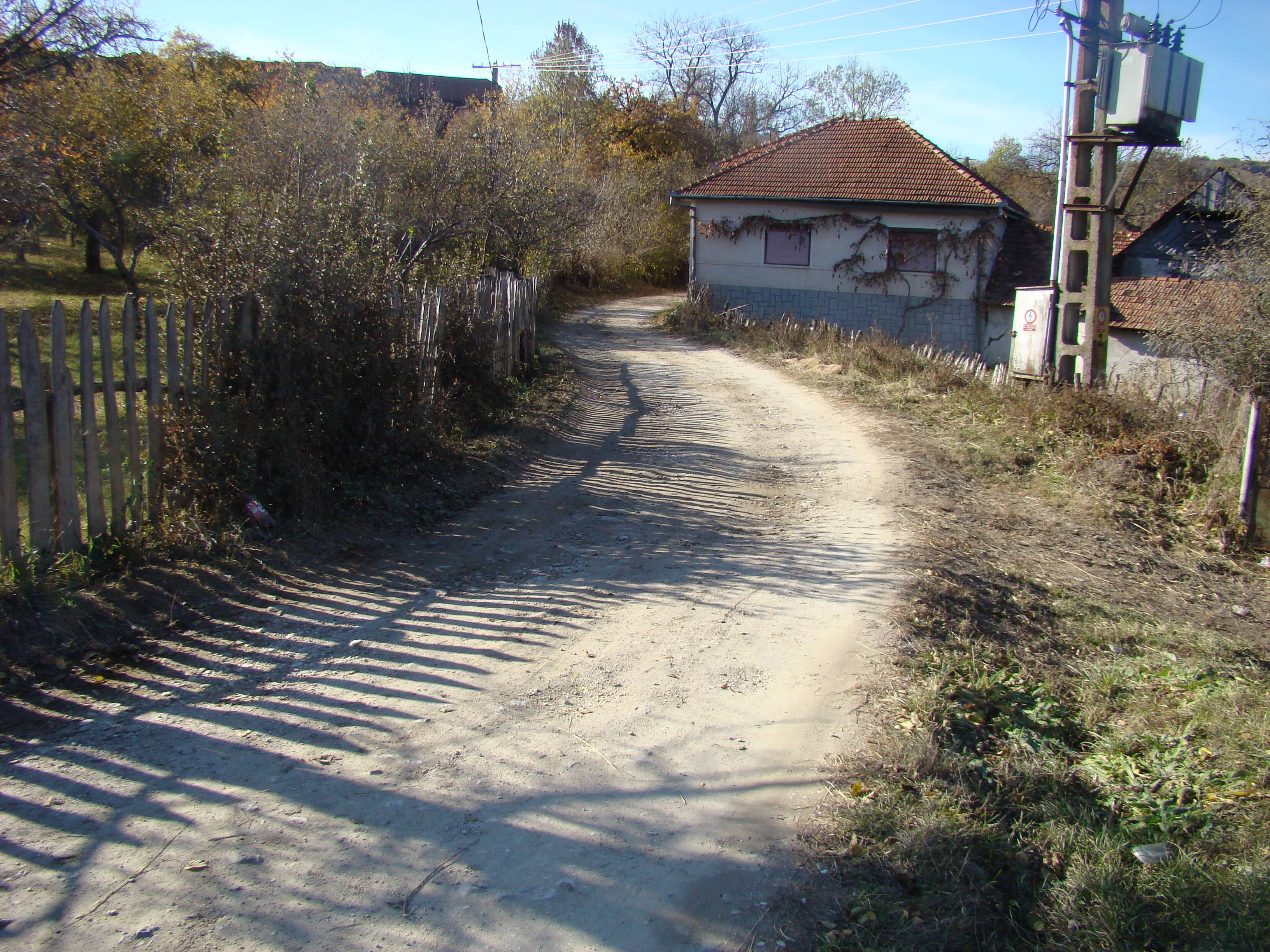
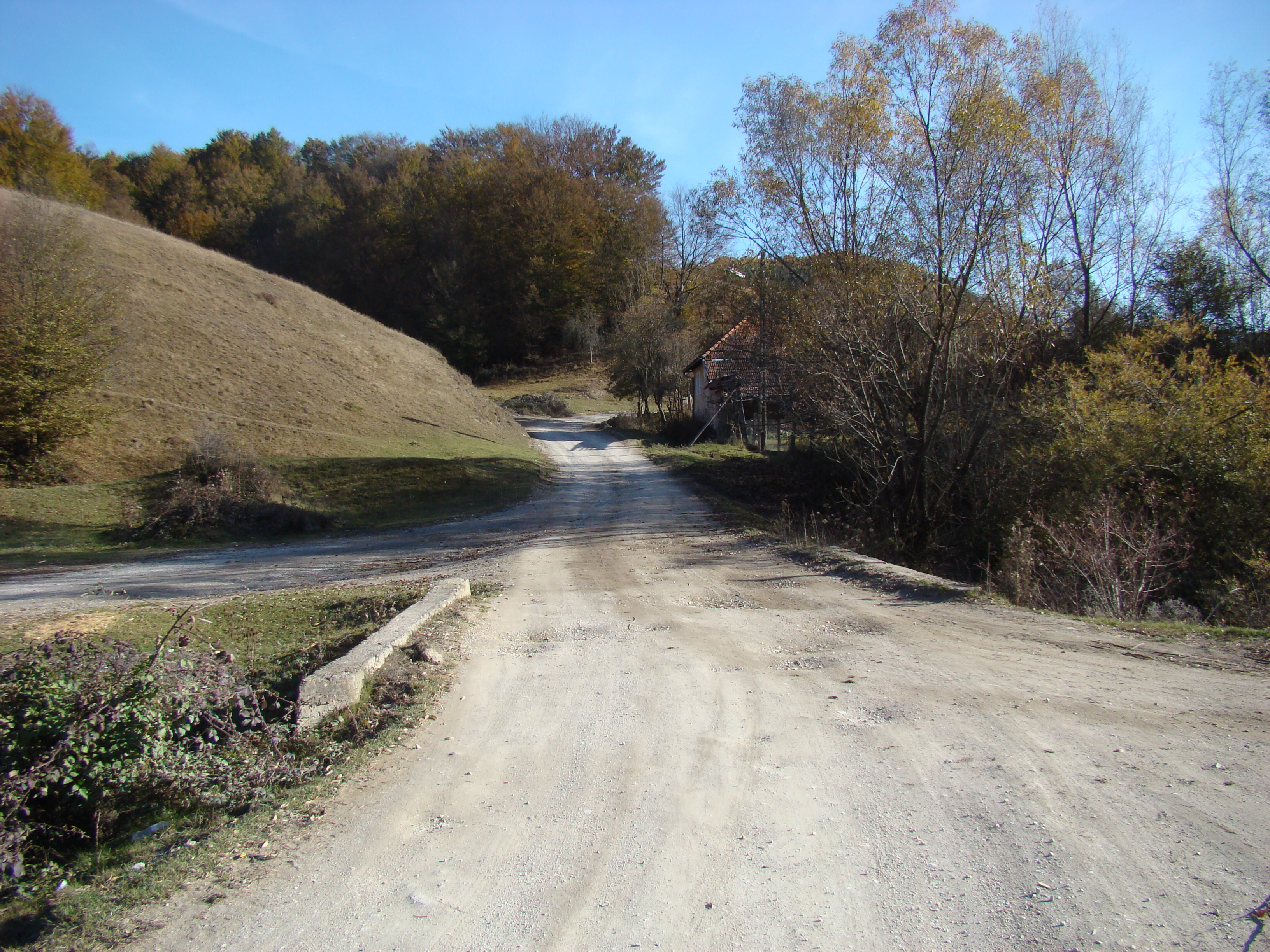